# Partido Liberal de Corrientes
El Partido Liberal de Corrientes (PL, PLC, PLCo) es un partido político de la Provincia de Corrientes, Argentina, fundado el 15 de diciembre de 1856 por Juan Eusebio Torrent y la generación de 1850 como sección del Partido Liberal, liderado por Bartolomé Mitre en Buenos Aires, en Corrientes. Es el partido en actividad más antiguo de Argentina y a su vez, el más viejo de Latinoamérica, y segundo de América solo detrás del Partido Demócrata de los Estados Unidos.
En 1861, José Manuel Pampín fue elegido Gobernador de Corrientes, el primero de un total de 17 mandatarios que resultaron elegidos a través de este partido.

## Orígenes

### Los Comuneros correntinos de 1762
En 1762 milicias correntinas fueron obligadas a movilizarse por orden del Gobernador de Buenos Aires para abrir un camino entre la ciudad de Corrientes y Tucumán. Estas tareas inhumanas serían costeadas por la población correntina, lo que causó indignación popular e inmediata reacción contra la orden. El gobernador dispuso que Corrientes enviara otros doscientos hombres en reemplazo de los desertores. Pero en Corrientes se convocó a un Cabildo Abierto y este se negó a obedecer la orden en nombre del Común. Con este término se quería expresar que el conjunto de voluntades individuales forman una voluntad común que es soberana y que está por encima de cualquier autoridad. Esta posición provenía del antiguo derecho español y había sido dejada en desuso por el absolutismo. Como el gobernador designó a un representante suyo para que impusiera sus órdenes, la casa de este último fue asaltada por los comuneros. La rebelión duró seis meses y fue derrotada por las autoridades realistas, pero independientemente del resultado del alzamiento, importa la teoría sustentada por los rebeldes de que si las decisiones de las autoridades se oponían a los intereses de la población, esta no tenía porque obedecer.[cita requerida]

### Federalismo correntino

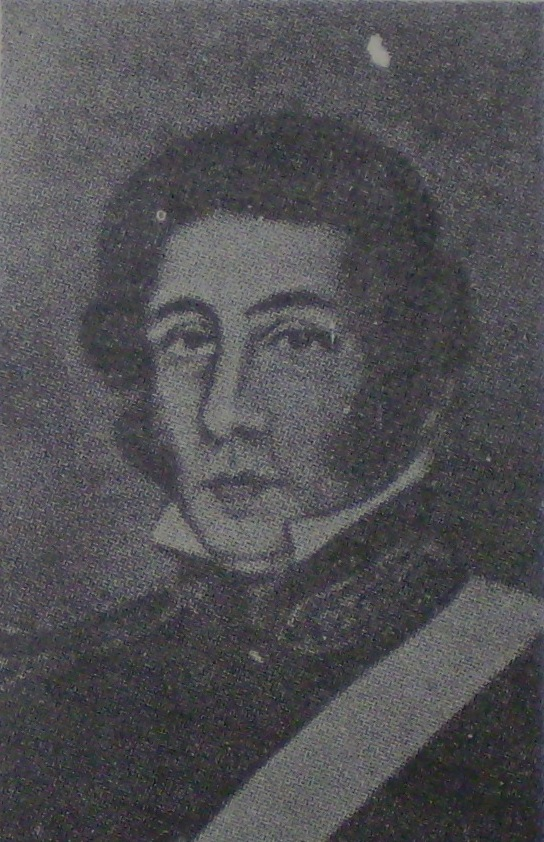
Genaro Berón de Astrada.

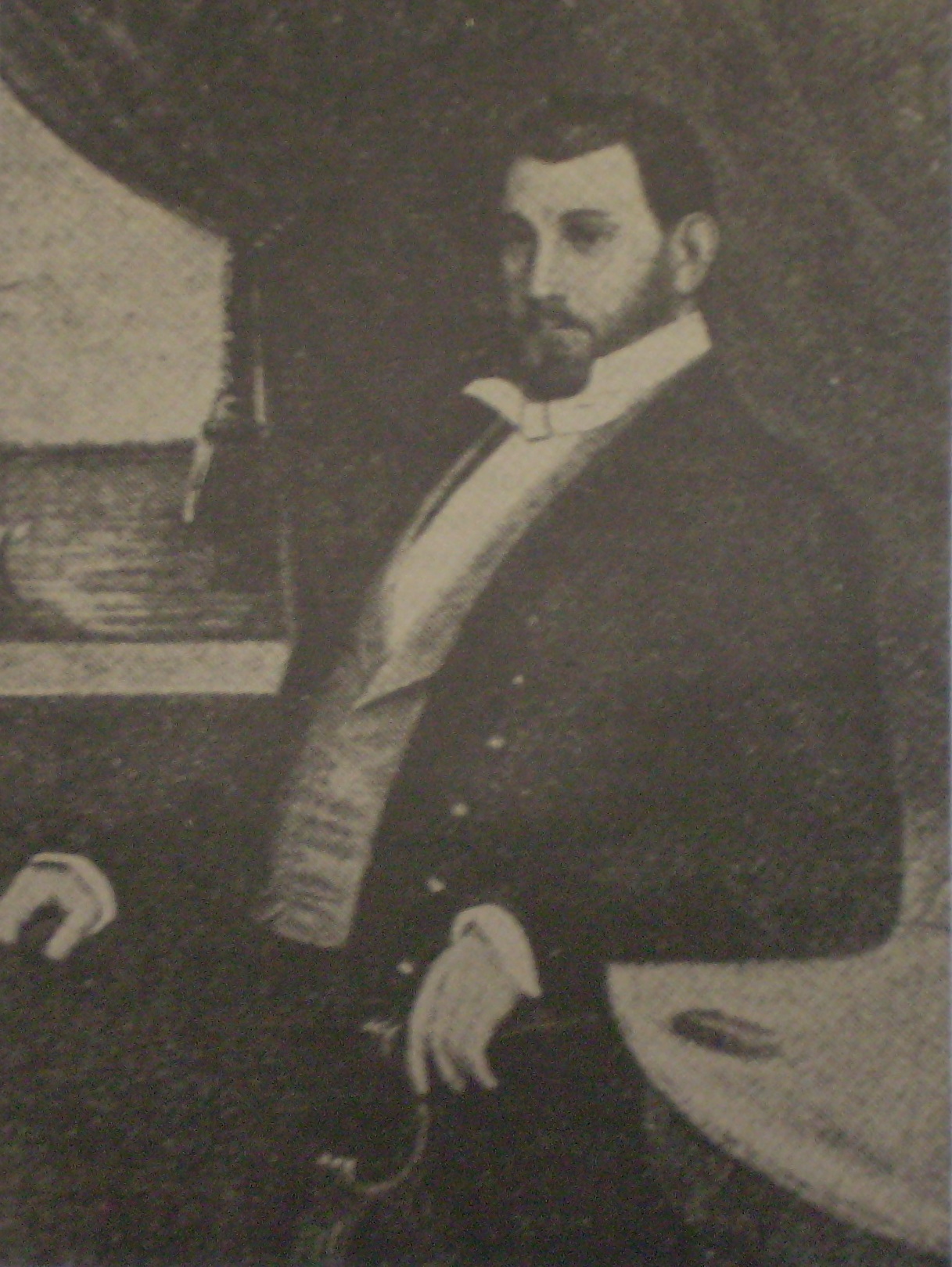
Juan Gregorio Pujol.

Los partidos de la Provincia de Corrientes constituyen las fuerzas políticas más antiguas del país. Tanto el Partido Liberal de Corrientes como el Partido Autonomista de Corrientes responden a tradiciones políticas ya desaparecidas en nuestros días, lo cual los convierte en verdaderas reliquias históricas. Durante los tiempos hispánicos, las ciudades litoraleñas eran débiles contrariamente a las del interior. La mayoría de la población se dispersaba en los campos, conformando una sociedad más libertaria e igualitaria. Blancos, negros e indios mezclaban su sangre para dar origen al tipo humano propio de esta zona: el gaucho.[cita requerida]
La Ciudad de Corrientes, sin embargo, por el hecho de emplazarse en un lugar estratégico para las comunicaciones entre el Paraguay y las Misiones jesuíticas, se distinguió por ser un centro urbano de envergadura.[cita requerida]
El intenso tráfico fluvial determinó la presencia de un importante sector de comerciantes y de una industria de armadores de barcos. Alrededor de la ciudad se desarrolló una zona agrícola en la que se practicaba el cultivo de la yerba, el algodón, el tabaco, los cereales y hasta la caña de azúcar.
La fortaleza de los comerciantes correntinos se debía a que el entorno agrícola constituía un excelente mercado para los productos importados. También hubo cierto desarrollo artesanal heredado de la época de las misiones.
El resto de la población provincial vivía dispersa en los campos, sin contactos frecuentes con la ciudad, donde residían los propietarios poco preocupados por la actividad en sus estancias. La élite correntina pudo acceder, como en las ciudades del interior, a la Ilustración y a las ideas en boga en el siglo XVIII. Ello determinó la existencia de un importante sector intelectual que configuró la clase dirigente provincial.
El Federalismo fue así la primera bandera de la clase dirigente correntina, que combatió fervorosamente el monopolio de las rentas aduanera ejercido por Buenos Aires, así como la política librecambista que frenaba su desarrollo industrial. Desde un principio, los correntinos discreparon con la política rosista, que pese a proclamarse federal, no era sino la de Buenos Aires y sus estrechos intereses locales. 
La rebeldía correntina fue un problema permanente para Juan Manuel de Rosas. Cuando su lugarteniente, el general Justo José de Urquiza, debió sofocar la rebelión correntina de 1841, lo hizo con máximo rigor y la Batalla de Pago Largo terminó en una masacre. Este terrible recuerdo quedó grabado para siempre en la memoria de muchos federales que jamás perdonarían a Urquiza esa matanza injusta. No obstante, un importante sector de la clase dirigente provincial reconoció en Urquiza a su jefe indiscutido. Otros, por el contrario, lo desconocieron adoptando un liberalismo ortodoxo y doctrinario. Estos últimos encontraron en los dirigentes de Buenos Aires -luego de la caída de Rosas- un respaldo contra las pretensiones hegemónicas del caudillo entrerriano.
Así se fueron perfilando las dos grandes líneas políticas que hoy perviven en la Provincia de Corrientes. El Partido Autonomista no es sino la única versión contemporánea del Partido Federal urquicista. El Partido Liberal de Corrientes, por el contrario, tiene sus raíces en los grupos provincianos adherentes a la corriente mitrista en el orden nacional. Los símbolos que identifican a ambos partidos son el rojo para los autonomistas y el celeste para los liberales. Las permanentes rivalidades políticas condujeron a unos y a otros a denominarse mutuamente con apodos: así, los liberales eran llamados "caramburús" por los autonomistas, mientras que estos eran motejados por los primeros como "pyragües", que literalmente significaba mazorqueros.[cita requerida]
La última gran insurrección conocida como el Quinto ejército correntino contra Rosas fue la de los hermanos Madariaga, quienes fueron derrotados por Urquiza, en la batalla de Vences. El caudillo entrerriano designó gobernador a Benjamín Virasoro. Cuando Urquiza organizó la conspiración contra Rosas, Virasoro fue un aliado insustituible que colaboró en todo momento con él hasta Caseros.
Mientras tanto en Corrientes, los sectores opositores a Rosas, pero también a Urquiza y por lo tanto a Virasoro, se fueron aglutinando para constituir poco después el Partido Liberal de Corrientes.[cita requerida]
Caído Juan Manuel de Rosas, esta fuerza cobró una gran resonancia en la política provincial. Estando el gobernador Virasoro en Buenos Aires, el 3 de julio de 1852, se produjo en Corrientes una revolución que consideró caduco su mandato y le quitó el cargo de ministro plenipotenciario que la Legislatura provincial le había otorgado. El nuevo gobernador, Juan Pujol, que asumió el 12 de julio de 1852, abría en Corrientes el primer ciclo liberal, qué se extendería pese a algunas interrupciones hasta 1880.

## Historia

### El Primer Ciclo Liberal (1852-1880)
Cuando el 11 de septiembre de 1852 estalla en Buenos Aires la revolución contraria a Urquiza, el gobierno liberal de Pujol no oculta sus simpatías por la causa porteña. La alineación adoptada por Corrientes sería decisiva, ya que su apoyo a cualquiera de los dos bandos podría determinar quién obtendría la victoria. Tanto Urquiza como Buenos Aires enviaron comisionados a Corrientes para lograr una alianza, pero ninguno de los dos logró una definición rotunda del gobernador Pujol.
Si bien ideológicamente el gobierno de Corrientes sentía grandes simpatías por la revolución porteña, era demasiado riesgoso apostar todas las cartas a una provincia cuyo rumbo político todavía no estaba definido. Por otra parte, el gobernador entrerriano había respetado al gobierno liberal de Pujol, incluso después que este había derrocado a su amigo y correligionario Benjamín Virasoro.

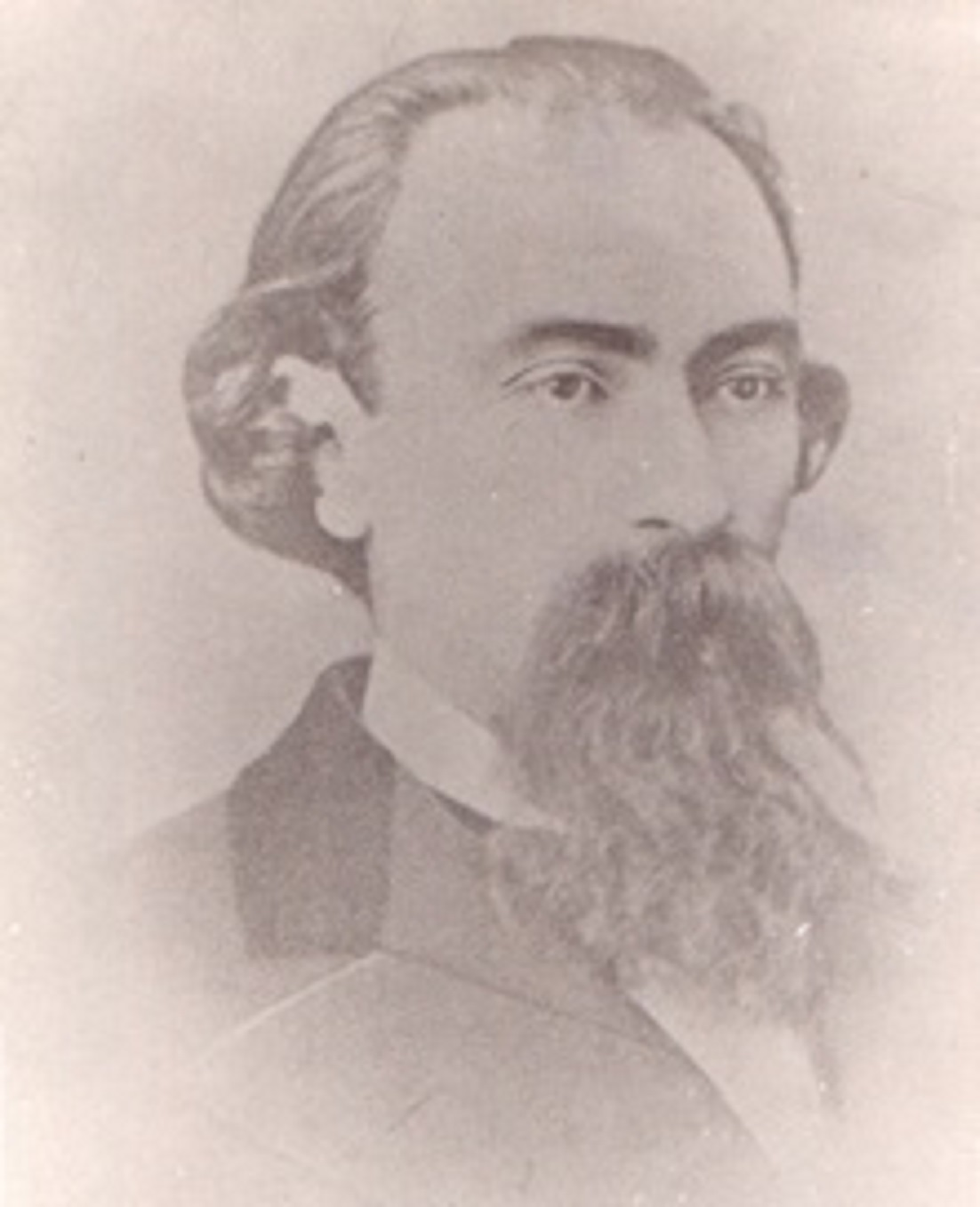
Juan E. Torrent.

Pujol también era consciente de que sus fuerzas, infinitamente inferiores a las del "Libertador", no podrían enfrentarlo, y no quería que se repitiesen en su sufrida Corrientes los amargos sucesos de pago Largo o Vences. No obstante, ofreció a Buenos Aires su apoyo moral y material, si este fuera necesario. Incluso llegó a concentrar sus tropas en las fronteras con Entre Ríos para disuadir a Urquiza de un ataque sorpresivo a Buenos Aires.
El militarismo derivado de las guerras civiles era un mal que mantenía a Corrientes -como al resto de las provincias- en un estado de penosa postración. Los hábitos políticos estaban impregnados de ese militarismo que de una manera u otra significaba la participación de vastos sectores de la población en la política provincial. La guerra movilizaba a miles de hombres de todas las capas sociales. El enfrentamiento militar entre sectores opuestos se había convertido en estilo corriente de lucha política. La nueva clase dirigente correntina, consciente de ello, consideraba que era la principal causa del atraso y de todos los males que padecía la provincia. Erradicar esos hábitos era la condición ineludible para hacer progresar a la provincia por el cauce de las instituciones republicanas.
Como primera medida, Pujol entendió que habla que terminar con todos los caudillos locales con fuerzas militares propias. Sin embargo, este hombre combinaba estas convicciones con una singular atracción personal que lo condujo a convertirse en lo que pretendía combatir con tanto ahínco: un caudillo.
Pujol consideraba que en las condiciones reinantes era impensable la instalación de un régimen republicano puro. Había que restringir la participación política de esos vastos sectores participantes en las guerras. Luego, habla que imponer el orden para regularizar todas las actividades de la provincia, y para ello solo quedaba un recurso: un gobierno fuerte y autoritario durante varios años, que consolidaría el poder político de la nueva este liberal de Corrientes. De este pensamiento participaba toda la nueva clase dirigente, pero esta no estaba dispuesta a someterse a un dictador, como aparente- mente pretendía ser Pujol en nombre de las "necesidades políticas" del momento.
No obstante, todos estaban de acuerdo en una serie de ideas fundadas en el liberalismo doctrinario, aunque las ambiciones de poder a veces pesaran más que ellas. La empobrecida economía provincial sólo podría recuperarse por el trabajo regular de una peonada alejada de las actividades militares. Se impusieron normas estrictas para suprimir la vagancia, y se estableció un reglamento de conchabo de peones, además de una policía en cada población. También, aunque de una manera muy limitada por las circunstancias económicas reinantes, se mostró interés en la educación popular.

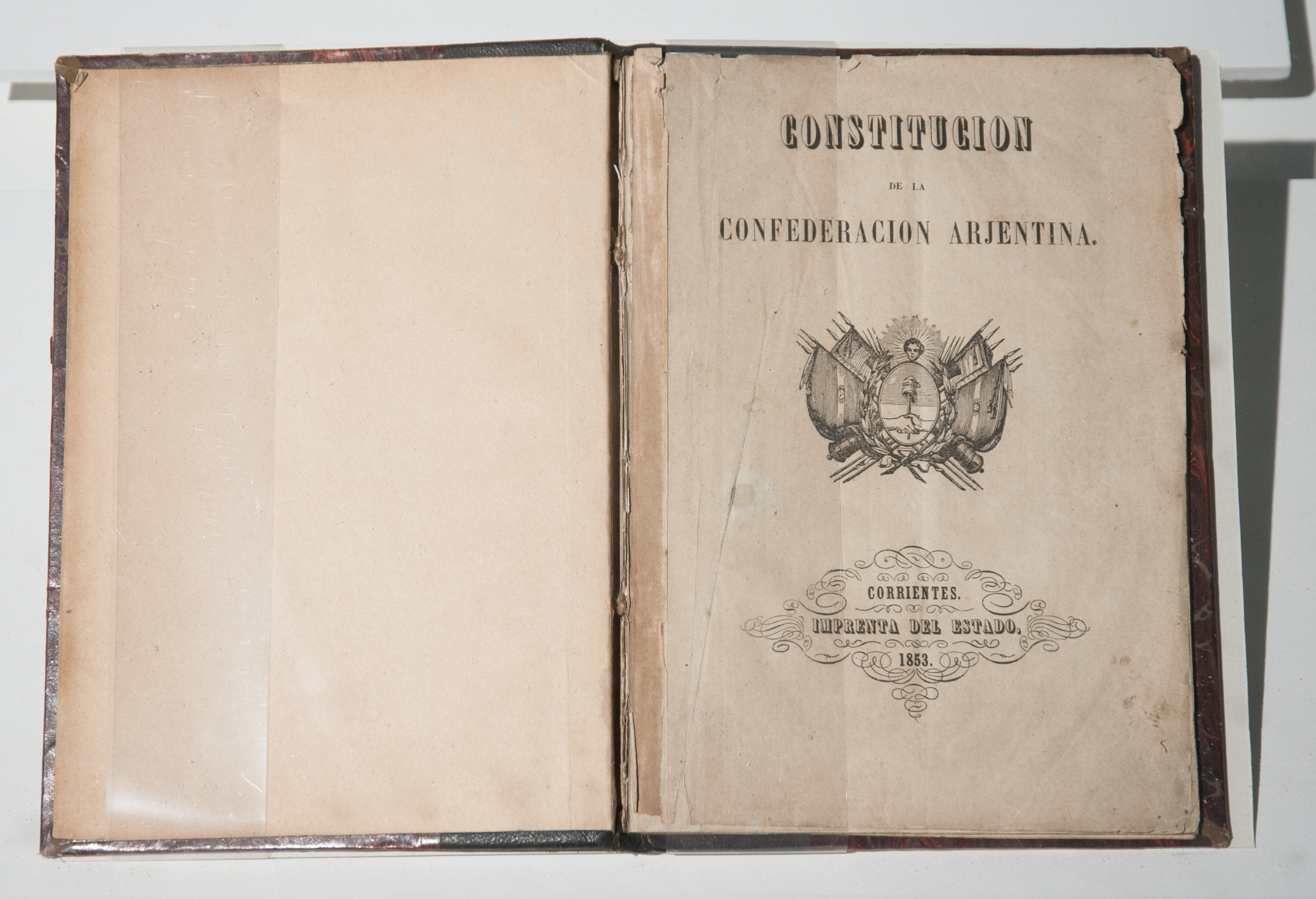
Museo del Bicentenario - Constitución de la Confederación Argentina-

El proyecto de desarrollo provincial requería también la construcción de obras públicas indispensables para el desarrollo económico y social. Había que mejorar las comunicaciones, haciendo caminos, estableciendo empresas de navegación fluvial, canalizando ríos y habilitando nuevos puertos, Pero eran impensables resultados más o menos rápidos en un marco social como el que presentaba Corrientes.
Los primeros planes de colonización se realizaron en 1853. Se procuró traer familias de agricultores franceses para establecer centros agrícolas en las costas de los ríos Paraná y Uruguay. Los primeros contingentes arribaron en los primeros meses de 1855. Pero los planes de colonización no tuvieron éxito. Sin él suficiente apoyo del Estado, padecieron permanentes necesidades. Sin mercados para la colocación de su producción, los colonos no pudieron constituir una clase media agrícola, que era lo pretendido por la nueva este liberal.
Las obras públicas tampoco fueron suficientes, y muchas zonas quedaron estancadas. La situación financiera era misérrima. Las guerras devastaban al fisco provincial. Durante varias décadas la única fuente de divisas rápida y efectiva fue la venta de tierras fiscales. Con ello se podían financiar las indispensables obras públicas.
Pero lo más importante era dotar a la provincia de una estructura institucional orgánica, capaz de fundar un régimen político estable. Corrientes tenía desde 1824 una constitución pero, por obra de las circunstancias antes mencionadas, pocos de sus contenidos pudieron ponerse en práctica. Urgía pues reformar la constitución, verdadero pilar del nuevo régimen político. La promulgacíón de la Constitución Nacional en 1853 fue el gran impulso para acelerar la elaboración de la constitución provincial, la cual fue establecida finalmente, en 1856. Pujol utilizó todos los recursos del poder para ejercerlo en la mayor plenitud y tiempo. Como su poder había emanado de una revolución, en principio sólo le correspondió terminar el mandato de Virasoro que concluyó en 1853. Ese mismo año fue elegido gobernador propietario. Una vez en el poder, trató de postergar la reforma a la Constitución de 1824, de manera de asegurarse la reelección. En efecto, como la nueva constitución se promulgó en 1856, no hubo impedimentos legales para que fuera reelegido para un tercer mandato. Pero la élite, que se consideraba "la parte sana y decente" de, la población, advertía sus maniobras y ello le quitó gran prestigio. Los liberales, en su gran mayoría, se escindieron y Pujol no tuvo inconveniente en fundar un partido oficial de incondicionales.
El gobernador trató de monopolizar la prensa, e intimidar a la creciente oposición a través de persecuciones políticas.

### La protesta del 15 de diciembre de 1856 y el Partido Liberal
La creación de un partido oficial independiente fue la primera escisión seria que sufrió el Partido Liberal. Cuando en 1856 el gobierno estableció una serie de exacciones ilegales, los máximos dirigentes del Partido Liberal redactaron un documento de protesta que puede ser considerado el fundamento doctrinario de esta agrupación.
Cumplido su mandato en 1859, Pujol no tuvo más remedio que buscar un sucesor, pues la constitución establecía la no reelección de los gobernadores. El partido oficialista postuló a un partidario incondicional del gobernador, el canónigo José María Rolón, quien triunfó fácilmente. Pujol pasó a ser senador y luego Ministro del Interior, proyectándose en el orden nacional. El nuevo mandatario siguió los lineamientos de su antecesor, separándose todavía más del Partido Liberal. Pujol ejerció sobre Rolón una suerte de protección, que agitó nuevamente los ánimos de la oposición liberal. Esta, paralelamente, fundó comités en todos los pueblos y ciudades, para incentivar la acción política del partido en toda la provincia. Si en principio ello fue tolerado por el gobierno, finalmente inició una campaña de represión que acabó con todos los comités, con el periódico partidario y controló severamente las acciones políticas. Se creó a tales efectos un pasaporte interno y se prohibió la portación de armas de fuego.
Los liberales criticaron todavía más al gobernador por ser clérigo. Las ideas iluministas de sus dirigentes eran en muchos casos ciertamente anticlericales, lo cual complicaba las relaciones entre ambos y radicalizaba el lenguaje de ambas partes para calificar al oponente.
La tensión aumentó cuando Buenos Aires derrotó a justo José de Urquiza en Pavón (1861). Este hecho sirvió de factor desencadenante de una revolución liberal que depuso a Rolón. Así concluía la experiencia política de este desprendimiento del partido liberal.

### Predominio liberal y la Guerra de la Triple Alianza

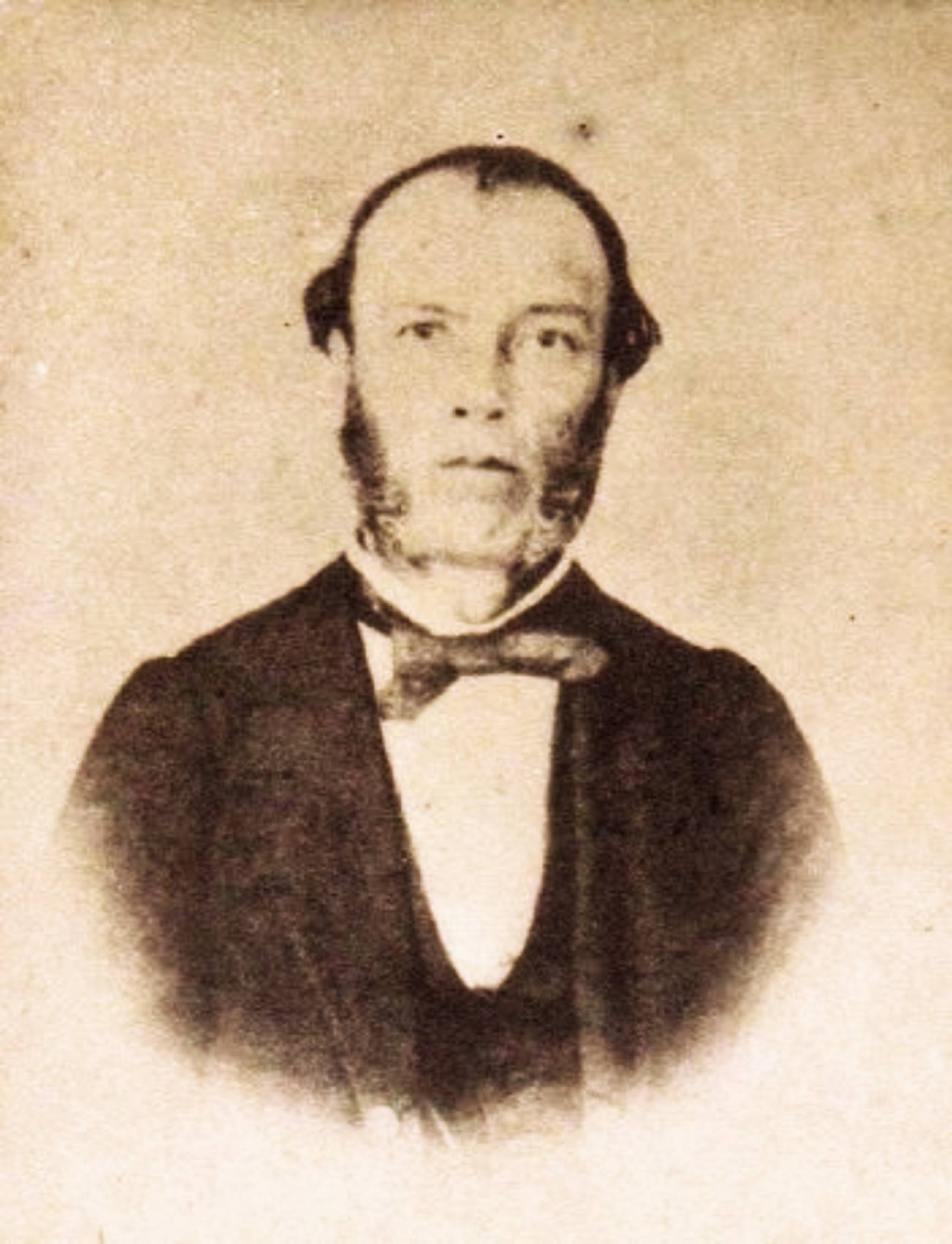
Gobernador José Manuel Pampín.

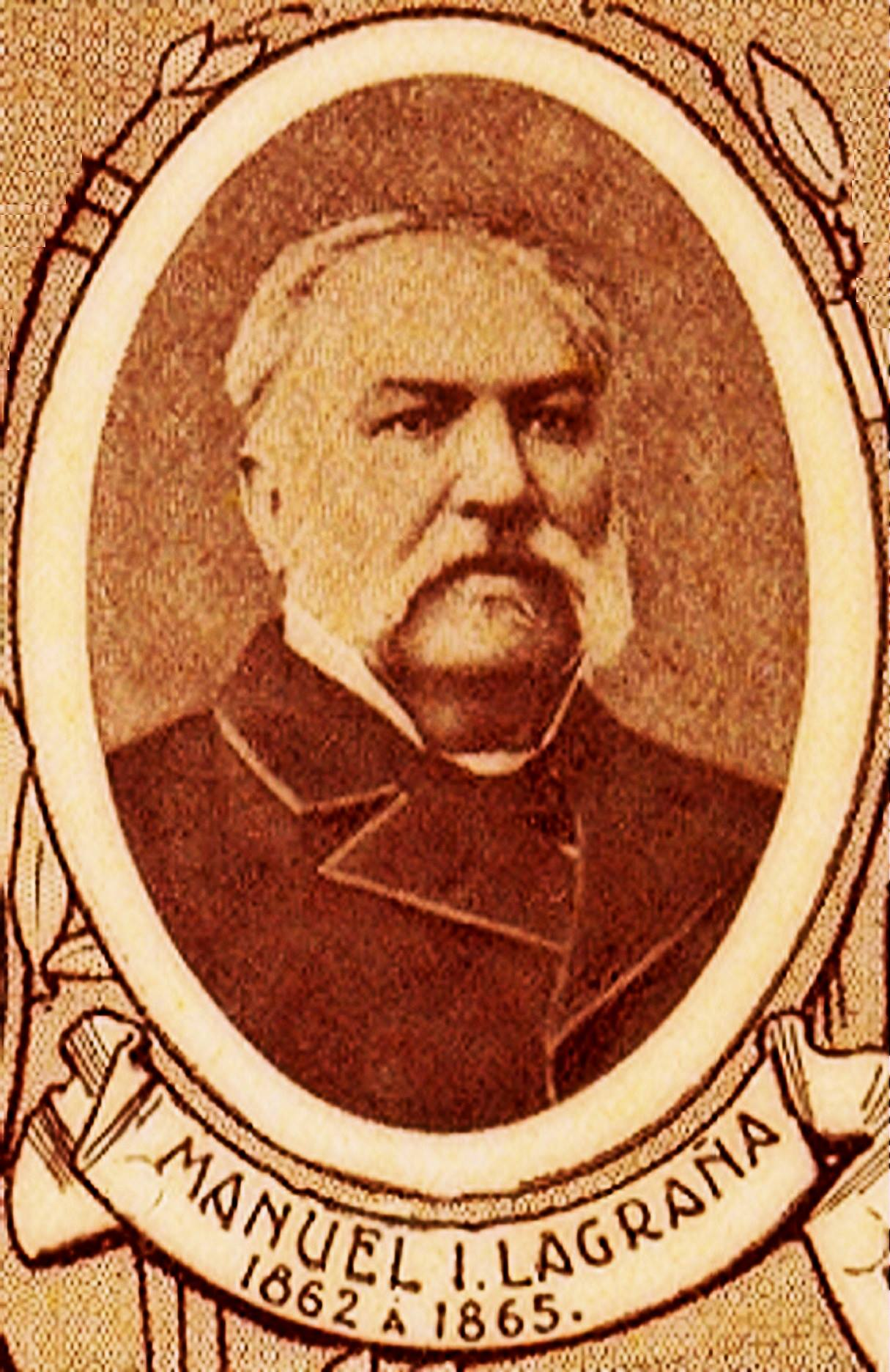
Manuel Ignacio Lagraña.

Asumió como nuevo gobernador una figura excelsa del Partido Liberal, José Manuel Pampín. Renovada la Legislatura con mayoría liberal, Pampín fue elegido Teniente Gobernador. El Partido Liberal por fin logró hacerse de todo el poder en Corrientes, al tiempo que Buenos Aires, triunfante y dirigida también por los liberales, imponía su ideología en todo el país. Paulatinamente fueron cayendo todos los gobiernos federales, y el Partido Federal de Corrientes entró en una profunda decadencia. Urquiza, su líder indiscutido, sólo mantenía su poder en Entre Ríos, desentendiéndose de todos los levantamientos federales que desde el Interior le pedían que encabezara una revolución nacional.
El Partido, Liberal, no obstante, no pudo mantenerse unido. El enfrentamiento entre los jefes de las milicias locales y las autoridades civiles llevó a los primeros a realizar una revolución fácilmente sofocada por las tropas leales al gobernador. Este hecho separó más al tronco partidario de la fracción disidente. Pero como el Partido Federal estaba completamente debilitado después de Pavón, el liberalismo pudo seguir controlando la situación provincial.
El sucesor de Pampín, Manuel Ignacio Lagraña, también del Partido Liberal, asumió en 1861. La hegemonía que entre 1861 y 1866 ejerció en Corrientes el Partido Liberal le permitió ganarse el apoyo de algunas fracciones federales, al tiempo que los disidentes volvieron a su viejo tronco. Fue en esta época cuando se promovieron algunas producciones regionales como el algodón, la yerba y el tabaco. Sus inicios fueron muy tímidos, y a pesar de contar con la buena disposición del gobierno, faltaban capitales para mejorar las comunicaciones entre los yerbatales y los centros de consumo y comercialización. También se empezó a explotar la madera de los bosques.
En 1865 se produjo un hecho inesperado que desencadenó nada menos que una guerra internacional: dos ejércitos paraguayos sitiaron y tomaron la ciudad de Corrientes, ocupando a continuación gran parte de la provincia. El gobierno de Lagraña debió abandonar la capital, mientras que los paraguayos contaron con el apoyo de algunos sectores del Partido Federal.
Los invasores constituyeron una junta de gobierno de tres miembros: Teodoro Gauna, Víctor Silvero y Sinforoso Cáceres, todos ellos federales. Algunos de los federales más destacados, como el caudillo militar Nicanor Cáceres, se pusieron a la cabeza de la resistencia. Los dos años de lucha en el territorio provincial arrojaron resultados desastrosos: la economía quedó deshecha, prácticamente se desmontó el aparato institucional y toda la población fue militarizada. El gobierno de ocupación no fue ni más ni menos que lo que suelen ser los de su tipo: una dictadura militar. El verdadero poder no residía en la junta, sino en los jefes paraguayos.
Cuando el invasor se retiró, la ciudad fue saqueada, quedando la provincia a merced de los caudillos militares que habían resistido. El General Liberal Nicanor Cáceres Informaba que la suerte de otros sitios no fue mejor, ya en agosto telegrafiaba que «los pueblos de San Roque y Bella Vista que han ocupado por espacio de más de dos meses los invasores (...) así como todos los campos por que han cruzado son despojos capaz de alentar a los más indiferentes». Él fue nuevamente dueño de la situación, imponiendo otra vez la hegemonía del Partido Federal. Adoptó el título de jefe Supremo de las Milicias Correntinas y nombró a Evaristo López como nuevo gobernador. El verdadero árbitro de la situación, de todos modos, seguía siendo Cáceres.

### El breve interregno de Evaristo López
López era un hombre de campo, de hábitos rústicos y sin ambiciones políticas. Estos rasgos determinaron el estilo austero de su gobierno, que los liberales contemplaron como propio del antiguo régimen. El gobernador mostró poca vocación por la tolerancia a la oposición y a las críticas a la acción de gobierno. Los dirigentes del Partido Liberal reaccionaron y estrecharon filas con los jefes militares adictos, organizando un ejército revolucionario que salió a la lucha. El gobierno ordenó a las fuerzas leales reprimir y todo terminó en una guerra civil.
Aún permanecía en Corrientes una división de veteranos, excombatientes en el frente paraguayo, al mando del general Emilio Mitre, hermano del presidente de la Nación. La evolución de la crisis correntina no puede entenderse sin considerar el panorama político nacional. Cuando Mitre terminó su gobierno, Urquiza fue uno de los candidatos a sucederlo, lógicamente por el Partido Federal. La presencia de un gobierno federal en Corrientes le era de suma importancia, ya que sus electores votarían por su causa. Pero el triunfo de Domingo Faustino Sarmiento desbarató sus planes. Luego no se preocupó demasiado por sostener al gobernador Evaristo López. El nuevo presidente, Sarmiento, ordenó a los dos ejércitos correntinos ponerse a las órdenes del general Emilio Mitre, de manera de llegar a un acuerdo entre las partes. Pero el presidente quería que esa solución pasara por el desplazamiento de López y el subsiguiente acceso al poder del Partido Liberal.
Urquiza llegó a un acuerdo con Sarmiento a quien dio vía libre para imponer sus objetivos en Corrientes. López se sintió traicionado ante la entrevista del jefe federal con el presidente. Sarmiento se mostró intransigente con el gobernador y le exigió la renuncia. Todos los intentos de López por defender la legalidad de su gobierno fracasaron: desde el reclamo de intervención federal hasta la insurrección militar. Esta fue controlada por las tropas al mando de Emilio Mitre.

### "Fusionistas" y conservadores
Los revolucionarios liberales tomaron entonces el gobierno y designaron gobernador a Santiago Baibiene. Esta restauración liberal inauguraría una serie ininterrumpida de gobiernos de este partido durante varios años.
El Partido Liberal sin embargo no logró consolidar su unidad, sufriendo varias divisiones que dificultaron su cohesión. Las escisiones en el seno del partido respondían en muchos casos a los enfrentamientos políticos en el orden nacional. Tradicionalmente, el liberalismo correntino fue aliado del mitrismo, pero hacia los primeros años de la década del 70 aparecieron facciones opuestas al liderazgo del general Bartolomé Mitre.
Las facciones ya estaban definidas cuando se designó gobernador a Baibiene. No obstante, hubo un cierto acuerdo entre los diversos sectores en respaldar al nuevo gobernador. Al fin y al cabo, Baibiene era liberal como ellos y venía a acabar con el reaccionarismo federal, cuya última versión había sido el gobierno de Evaristo López. Pero la tolerancia se fue desgastando con el tiempo.

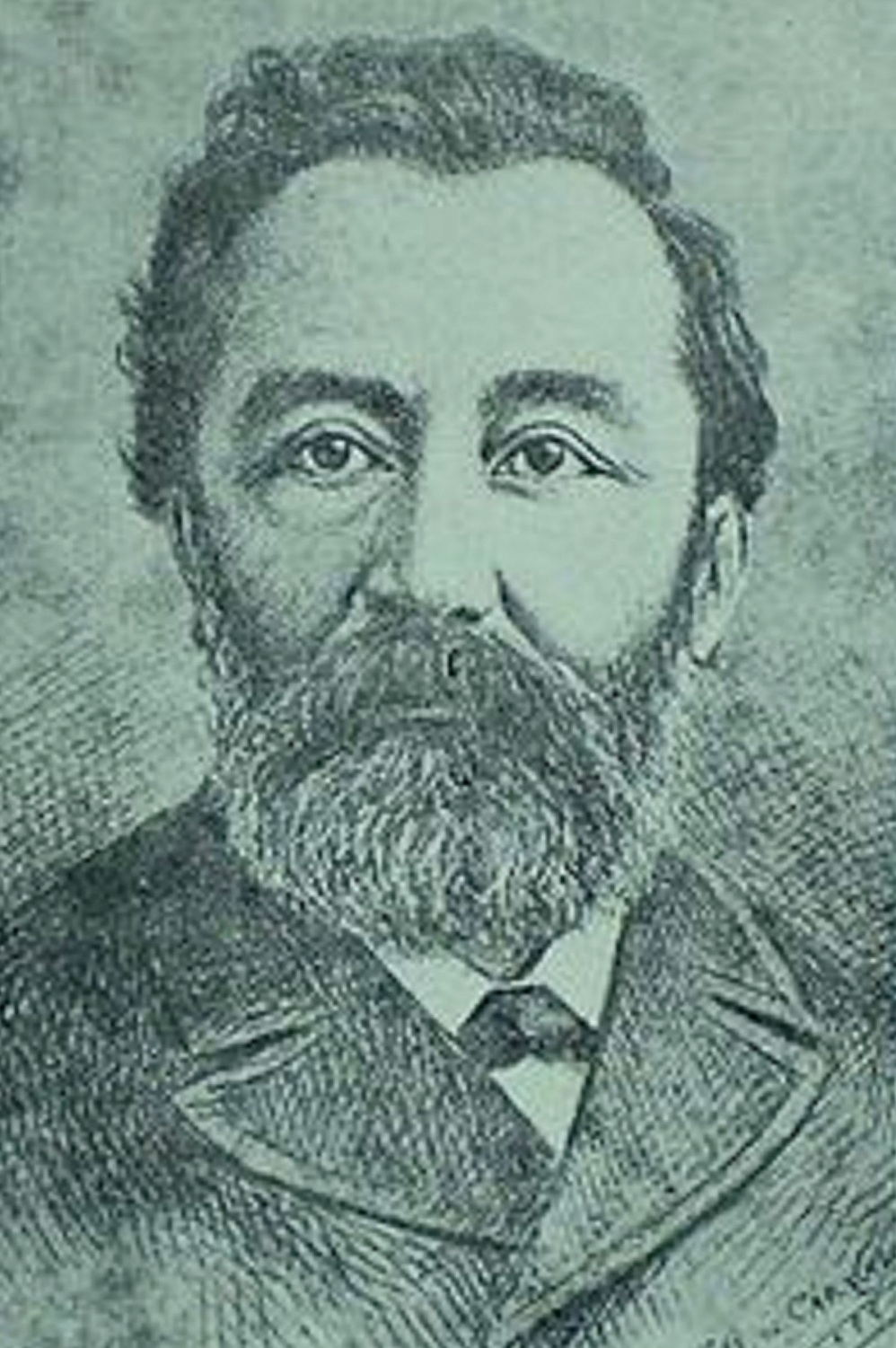
Agustín P. Justo Padre.

Baibiene gobernó exclusivamente con su grupo, excluyendo a la otra facción liberal. El sector gubernamental se mostró cerrado, impermeable y en cierto modo intolerante. Respondía a los lineamientos Políticos del mitrismo. La corriente liberal opositora, denominada "fusionista". por pretender lograr la reunificación del partido, declaró la guerra al gobierno. Los hechos tomaron un rumbo incierto. Pero di versos acontecimientos detuvieron los enfrentamientos liberales por un tiempo.
En Entre Ríos, una revolución federal comandada por Ricardo López Jordán promovió un levantamiento contra el gobernador Justo José de Urquiza, que fue asesinado. El Partido Federal de Corrientes, enemistado con Urquiza por su actitud frente al gobierno de Evaristo López, adhirió abiertamente a la revolución jordanista y se plegó a ella para retomar el poder. La amenaza de una invasión desde Entre Ríos unió provisionalmente al Partido Liberal, ante la presencia de un enemigo común. El ataque de López Jordán, efectivamente, se produjo. Pero el gobernador Baibiene logró derrotar al caudillo entrerriano, secundado por el propio Evaristo López, en la batalla de Ñaembé.
Baibiene se autoproclamó el héroe de la hora, Sus adversarios debieron detener la acción opositora momentáneamente. Pero las catástrofes no habían terminado para Corrientes. En 1871 una terrible epidemia de fiebre amarilla flageló a la población de la provincia, extendiendo su acción devastadora hasta la propia ciudad de Buenos Aires. Baibiene no realizó grandes obras de gobierno, aunque se hicieron numerosos planes para desarrollar la provincia. La guerra y la epidemia impidieron cumplir con gran parte de las obras proyectadas. No obstante, hubo sectores de la economía provincial que experimentaron una sensible mejoría. La explotación de los bosques misioneros y la producción yerbatera aumentaron su actividad, aunque en un nivel muy inferior a sus posibilidades. Cuando en 1871 hubo que elegir nuevas autoridades, la pasión política renació en Corrientes. La facción liberal "fusionista" criticaba abiertamente al gobernador Baibiene a través del periódico La Fusión. El gobierno, por su parte, tampoco ahorró diatribas contra sus opositores, que lo acusaban de oligárquico-conservador. Varios fueron los intentos de reunir al Partido Liberal a través de un acuerdo entre la línea fusionista y la conservadora, pero no prosperaron.
Como era de esperar, en las elecciones de 1871 triunfó la facción conservadora, cuyo candidato, Agustín P. Justo (padre), asumió la gobernación en la Navidad de ese año.
El nuevo gobernante era un verdadero hombre de la élite provincial. Culto e ilustrado, mantenía los lineamientos doctrinarios propios de la corriente liberal que lo había llevado al poder: el dominio político de la provincia debía estar en pocas manos. Pero los fusionistas no estaban dispuestos a esperar tres años más de autoritarismo y soberbia. A días de la asunción del nuevo mandatario estrecharon contactos con jefes militares adictos para derrocar al gobernador Justo. Apoyados por una facción militar se levantaron en armas y depusieron a Justo en enero de 1872, no sin antes combatir con el oficialismo conservador de orientación mitrista, que finalmente fue desplazado del poder.
Se constituyó una junta de gobierno compuesta por los tres principales dirigentes del fusionismo: los doctores Gregorio Pampín, Tomás Vedoya y Emilio Díaz. Luego, se nombró gobernador provisional a Gregorio Pampín. Reunido el nuevo colegio electoral, la fórmula oficialista Miguel V. Gelabert-Wenceslao. F. Cabral triunfó. El nuevo mandatario trató de reconciliar las corrientes internas del liberalismo. Conformó un gabinete de coalición con los federales. Tal vez esta decisión se haya debido a la necesidad de aislar al sector liberal opositor para que no quedara aislado el propio gobierno. Pero las intrigas palaciegas reaparecieron con consecuencias fatales: el vicegobernador Cabral fue asesinado en un confuso episodio. La situación del país se agravaba a medida que se aproximaba la fecha de las elecciones generales.

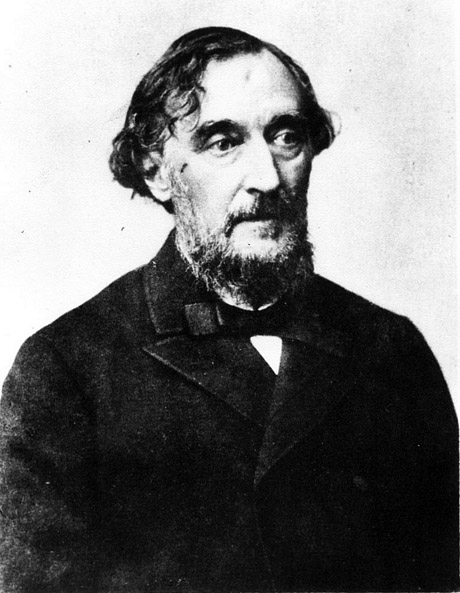
Bartolomé Mitre.

En 1873, López Jordán volvió a levantar Entre Ríos, aunque esta vez fue rápidamente derrotado, evitando a Corrientes una nueva pesadilla. El mitrismo, sin embargo, preparaba otra revolución, que en Corrientes contó con el apoyo del sector conservador del liberalismo, interesado en derrocar a Gelabert.
La revolución mitrista de 1874 fue finalmente aplastada en Buenos Aires y en Corrientes, donde se redujo solamente a la ciudad de Goya. La alianza entre los partidos del Interior que habían conformado el Partido Nacional, liderado por Nicolás Avellaneda y el autonomismo porteño, dio lugar a una nueva entidad política: el Partido Autonomista Nacional. En los comicios de 1874 triunfó llevando al gobierno a la fórmula Avellaneda-Acosta, que contó con el apoyo del oficialismo correntino.
El nuevo gobierno se propuso una "reconciliación nacional". Los correntinos fueron, en ese sentido, precursores ya que la participación del Partido Federal en el gobierno liberal fusionista de Gelabert no era otra cosa que una conciliación. Tal vez motivada por cuestiones más bien tácticas, pero de una manera u otra permitió la participación de la oposición en el gobierno.
La conciliación liberal fusionista y federal volvió a triunfar en los comicios provinciales de 1875 con la fórmula integrada por Juan Vicente Pampín y José Luis Madariaga. El primero representaba al liberalismo fusionista, el segundo al Partido Federal.
El nuevo gobernador intentó la reunificación liberal. Pero sus planes se malograron a causa de su repentina muerte en marzo de 1876.
Inmediatamente asumió la gobernación Madariaga, con lo que inesperadamente, el Partido Federal se encontró con todo el poder.

### Del Partido Federal al Partido Autonomista
Los nuevos dueños de la situación quisieron el control exclusivo de la política correntina. Desplazaron a los funcionarios liberales y establecieron un gobierno puramente federal. Fue en esa circunstancia de común adversidad cuando las dos corrientes se acercaron y reunificaron.
Desde 1874, estas agrupaciones habían adoptado respectivamente nuevas denominaciones. Los "fusionistas" se llamaban "liberales", mientras que los conservadores mitristas eran "nacionalistas", como en todo el país.
Ambos grupos llegaron a la conclusión de que el gobernador Madariaga reproducía la misma situación política vigente durante el gobierno -también federal- de Evaristo López. Si el liberalismo unido había derrocado a aquel gobierno, era menester volverlo a unir para derribar ahora a Madariaga. Y así, el 26 de agosto de 1877, ambas facciones convocaron a una asamblea que reunificó el Partido Liberal, y estableció los principios fundamentales que lo rigen hasta la actualidad. Se pueden sintetizar de la siguiente manera: 1) el sistema republicano y federal como forma de gobierno; 2) el sufragio libre como sistema electoral; y 3) la autonomía provincial como principio de un federalismo doctrinario.
El panorama político provincial quedaba polarizado en dos partidos: el liberal y el federal. Se produjo entonces un hecho muy significativo: este último cambió de nombre, adoptando la denominación "Partido Autonomista", que conserva hasta la actualidad. Autonomistas y liberales se aprestaban para los nuevos comicios a celebrarse en diciembre de 1877. Se aproximaba para Corrientes una de las crisis políticas más graves de toda su historia. Los autonomistas proclamaron la fórmula Manuel Derqui-Wenceslao Fernández; los liberales, por su parte, al binomio Felipe J. Cabral-Juan Esteban Martínez. El oficialismo declaró vencedores a sus candidatos e inmediatamente Madariaga entregó el poder a Manuel Derqui. Pero el Partido Liberal, que se autoproclamó verdadero vencedor, no reconoció a las nuevas autoridades, jurando también sus candidatos ante sus respectivos electores. Se llegó así a la existencia de dos gobiernos paralelos. Lógicamente, uno de los dos debía imponer su voluntad al otro, y los continuos enfrentamientos dieron lugar a una insurrección. Los liberales pidieron al presidente Avellaneda la intervención de la provincia. Pero el primer mandatario trató de solucionar el conflicto por medio de la "conciliación", que tan malos resultados había arroja- do en Corrientes. Envió como mediadores a dos de sus ministros: Victorino de la Plaza (autonomista) y José María Gutiérrez (mitrista).
Reconocido Derqui como mandatario provincial, procedió a incorporar liberales al gobierno, pero ya era tarde. En febrero de 1878 estalló una revolución militar en Goya. El movimiento estaba por tomar la capital cuando el presidente Avellaneda dispuso que tropas nacionales actuaran como mediadoras. Se designó comandante al coronel Hilario Lagos, quien no tardó en mostrar claras simpatías por Derqui. Avellaneda, aconsejado por Bernardo de Irigoyen (autonomista), prefirió no innovar, manteniendo a Derqui como gobernador y a Lagos como árbitro. Pero esta actitud provocó una crisis en el gabinete nacional. Renunciaron los ministros mitristas Rufino de Elizalde y José María Gutiérrez. Irigoyen pareció ser el gran triunfador pero, molesto por unas declaraciones del presidente, renunció también.
Avellaneda decretó entonces la intervención, designando para ello a Victorino de la Plaza, su ministro de Hacienda, quien, por ser autonomista, siguió mostrando preferencia por Derqui. Cuando se dio por finalizada la intervención. Derqui volvió a hacerse cargo del Poder Ejecutivo Provincial, pero una nueva y rápida insurrección militar auspiciada por los liberales, lo derrocó y debió refugiarse en el Paraguay.
Los liberales, nuevamente en el gobierno, no pudieron evitar la resistencia autonomista. Sobrevino entonces un vacío de poder; en el corto lapso de un mes hubo ocho gobernadores. Derrotados los últimos focos autonomistas, los liberales consolidaron su poder y el colegio electoral nombró gobernador titular al doctor Cabral. Como consecuencia de estos acontecimientos, la provincia quedó exhausta y con todo su sistema administrativo desarticulado.
En el orden nacional, la sucesión de Avellaneda daba lugar a un nuevo conflicto entre el mitrismo y el Interior. Después de una revolución, el grupo nacional encabezado por el general julio Argentino Roca triunfaba sobre el general Mitre. Como consecuencia de ello, la ciudad de Buenos Aires por fin fue federalizada.
El prestigio alcanzado lo condujo a la presidencia de la Nación, como candidato por el Partido Autonomista Nacional. Roca inauguró entonces un régimen que habría de durar muchos años, uno de cuyos pilares era la alianza de los partidos adictos del Interior y el control de las, "situaciones" provinciales. El gobernador Cabral trató de desentenderse del proceso político nacional, tal vez porque sabía que su curso no era favorable para él ni para su partido.
Pero el nuevo gobierno nacional decidió acabar con todos los poderes locales que no le eran afectos. Envió al Litoral al Ejército Nacional e intervino la provincia de Corrientes. Derrocado Cabral¡, el interventor Miguel Goyena constituyó una nueva Legislatura integrada exclusivamente por diputados autonomistas. La gobernación recayó en la persona de Rafael Gallino. Se cerraba así el primer ciclo liberal en Corrientes. Desde entonces y hasta 1893 el poder fue del Partido Autonomista, la ex agrupación federal.
Toda una generación de dirigentes liberales había transitado por la política correntina, manteniendo durante esos años su indiscutible supremacía. A lo largo de diez gobiernos, desde 1851, participaron figuras de relieve como Juan, Gregorio y José Pampín, Raymundo Reguera, Manuel Lagraña, Manuel y Felipe Cabral, Filemón Díaz de Vivar, Santiago Baibiene, Basilio Acuña, Lisandro Segovia y Manuel Florencio Mantilla, entre otros.
Desde un principio, todos ellos establecieron un proyecto para Corrientes que abarcaba los planos político, económico y social. Sin embargo, los resultados del mismo fueron parciales. La modernización fue posible en algunos aspectos de desarrollo agrícola. En tierras fiscales se fundaron nuevas poblaciones, otorgándose a los sectores interesados en la explotación de yerba, tabaco y algodón tierras a bajo precio, además de exenciones fiscales, De este plan, la producción más favorecida resultó ser la de la yerba mate, que hacia 1880 ya mostraba claros signos de expansión. Hubo también cierto mejoramiento en las comunicaciones pero la provincia avanzaba a un ritmo menor al pensado por la generación liberal y al determinado por sus potencialidades físicas y humanas.

#### Predominio del Partido Autonomista
Durante la década de 1880, el Partido Liberal volvió a sufrir fracturas. Hacia 1886, un importante sector adhirió al gobierno autonomista de Juan Ramón Vidal y terminó incorporándose al partido oficial. El oficialismo y el liberalismo disidente constituyeron el Partido Nacional, versión provincial del "unicato" de Miguel Juárez Celman.
Los liberales no renunciaron a volver al gobierno, pero estaban muy débiles para enfrentar a un autonomismo apoyado por el gobierno nacional. Todos sus movimientos revolucionarios fueron irremediablemente aplastados, o impugnados por intervenciones federales.
En 1892, se produce un desacuerdo entre el liberalismo disidente, aliado del gobierno provincial, y el autonomismo liderado por Vidal. Juan Esteban Martínez, liberal disidente y ministro del gobernador Antonio Ruiz, pretenda ser el candidato a gobernador para los siguientes comicios provinciales. Vidal, sin embargo, consideraba que el autonomismo debía seguir conservando el primer término. El episodio alertó a los liberales desplazados, que esperaban el momento oportuno para lanzarse a la revolución y reconquistar el poder. Algunos apresurados se sublevaron, pero fueron fácilmente reprimidos por el gobierno. La crisis, de todos modos, no tardó en estallar.
Mitre, desde Buenos Aires, procuró una reconciliación entre autonomistas y liberales correntinos. Recibió en su casa a Juan Eusebio Torrent (liberal), Miguel Morel (liberal), Juan Esteban Martínez (liberal) y Juan Ramón Vidal (autonomista). El intento de Mitre pareció tener éxito. Los dirigentes de ambos partidos contemporizaron y estaban a punto de llegar a un acuerdo, pero en Corrientes la revolución liberal ya estaba en marcha. Los rebeldes estaban provistos con armas modernas de óptima calidad, provistas por los radicales de Santa Fe, quienes desde un principio dieron su apoyo a la insurrección liberal. Se pretendía articular este movimiento en una vasta revolución radical.
La rebelión estalló en el pueblo de Saladas, y los insurrectos pidieron el apoyo de las demás ciudades correntinas para deponer al gobernador Ruiz. El ministro de Gobierno, el liberal disidente José R. Gómez, ordenó reprimir con máxima severidad, ya que tenla información sobre la magnitud de la rebelión. La represión desmesurada produjo en Saladas una verdadera matanza que motivó una reacción en cadena. Los ejércitos antagónicos se enfrentaron con una violencia brutal. El gobierno nacional finalmente envió como interventor a Marco Avellaneda.
Juan Ramón Vidal, caudillo autonomista, se puso al frente del ejército leal. Pero los rebeldes lentamente fueron avanzando sobre las tropas leales. El gobernador Ruiz huyó y entonces sobrevino la anarquía. Finalmente, Vidal se rindió y la capital fue ocupada por el ejército liberal. Se constituyó una junta civil (un triunvirato, integrado por Juan Valenzuela, Pedro T. Sánchez y Fermín E. Alsina) encargada de gobernar hasta la llegada del interventor, Leopoldo Basabilbaso. Desarmados los rebeldes, la intervención, sin embargo, no desarmó al Partido Liberal, unificado nuevamente por el retorno del sector disidente de Juan Esteban Martínez al viejo tronco partidario.
Pacificada la provincia, el interventor convocó a comicios para elegir a las nuevas autoridades, pero el Partido Autonomista optó por la abstención. Los liberales, únicos concurrentes al acto, impusieron así al ingeniero Valentín Virasoro como nuevo mandatario. Esta candidatura había sido impulsada desde Buenos Aires por el general Bartolomé Mitre. Se abría un segundo ciclo liberal que se prolongaría catorce años.

### El Segundo Ciclo Liberal (1893-1907)
Entre 1893 y 1907 se sucedieron cinco gobiernos liberales encabezados respectivamente por Valentín Virasoro, Juan Esteban Martínez, José Rafael Gómez, nuevamente Juan E. Martínez y Martín Goitía.

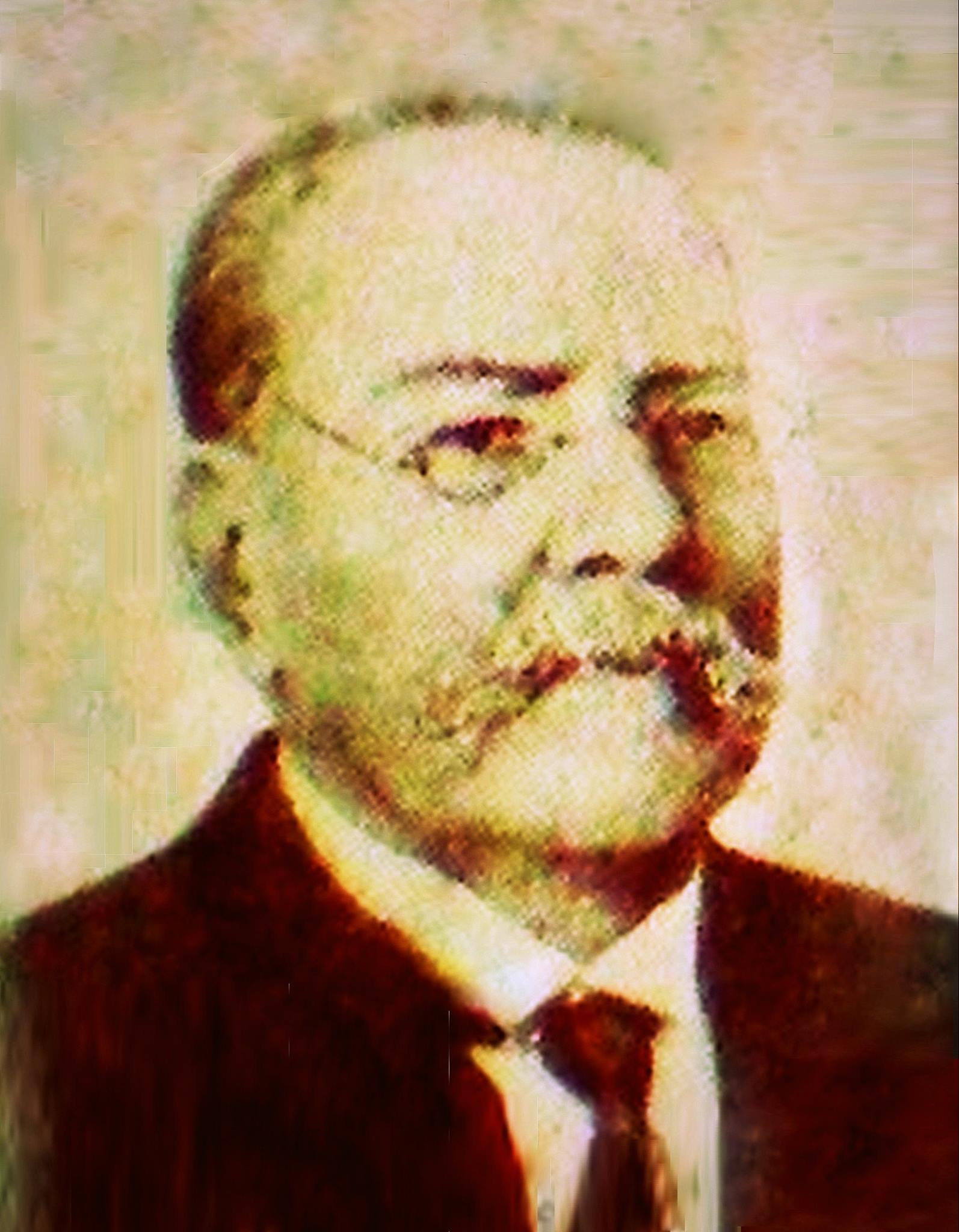
Juan Esteban Martínez.

Este ciclo liberal representó para Corrientes una etapa de evidente progreso en todos los órdenes: se extendieron ferrocarriles y caminos y las producciones regionales experimentaron una leve pero indudable mejoría. Sin embargo, a medida que se sucedían las administraciones liberales, el desgaste natural de los ciclos demasiado prolongados y sin una fuerte oposición, además de las enormes divisiones dentro del partido oficialista, fueron minando una estabilidad que en Corrientes parecía milagrosa.
Durante el segundo gobierno de Juan Esteban Martínez el Partido Liberal volvió a dividirse en tres corrientes internas bien diferenciadas: los "mitristas"; los "mantillistas", que respondían al liderazgo de Manuel Florencio Mantilla; los "martinistas", leales al gobernador. Estos últimos eran minoría, a pesar de tener el poder. Pero el gobierno era débil y estaba franqueado por todos los demás sectores; dentro del liberalismo -mantillistas y mitristas, además de un sector del propio martinismo localizado en Goya- y por el autonomismo y el radicalismo.
La crisis estalló cuando en 1907 el presidente de la Legislatura y vicegobernador, Manuel Bejarano, eligió senador nacional al caudillo autonomista Juan Ramón Vidal. Esta elección volvió a afianzar la presencia del Partido Autonomista en el espectro provincial, algo inadmisible para el oficialismo encabezado por el propio gobernador Martínez. La Legislatura, que respondía al mandatario provincial, eligió senador a Valentín Virasoro. Inmediatamente después el oficialismo martinista inició juicio político contra el vicegobernador Bejarano, encontrándolo culpable. Este hecho suscitó la reacción de los autonomistas encabezados por Vidal y de los liberales "mantillistas", quienes empezaron a preparar una revolución. Pero una intervención federal les salió al paso. El interventor Carlos Dimet no asumió, renunciando al cargo cuando se le ordenó jurar. Lo reemplazó el senador nacional Eugenio Puccio, quien reorganizó la Legislatura y entregó el mando a su presidente, José María Soto.
Las elecciones se celebraron poco después y dieron el triunfo al liberal "mantillista" Martín Goitía. Pero los grandes enfrentamientos que estallaron en el seno de su gobierno determinaron una nueva intervención federal que desplazó a Goitía. Luego, el interventor Olaechea y Alcorta entregó el poder al vicegobernador Juan Resoagli. Esta sucesión de crisis desprestigio profundamente a un Partido Liberal minado por divisiones. Ello revitalizó al Partido Autonomista, que después de dieciséis años de permanencia en el llano recuperaba su poder de convocatoria y negociación.

### Hacia la unificación y la modernización (1910-1930)
Desde hacía más de cincuenta años, liberales y autonomistas habían sido partidos irreconciliables en Corrientes. Sin embargo, no era tanta la distancia que los separaba. Como bien lo expresa Emilio Córdoba Alsina "no había diferencias ideológicas profundas entre autonomistas y liberales, ni éstos buscaban el poder por razones muy diferentes a aquellos; pero incuestionablemente, los liberales gobernaron con más respeto por las libertades cívicas que sus adversarios; es probable asimismo, que los autonomistas fueran más realistas en la comprensión de la realidad correntina. Se ha dicho que la mejor prueba de que nunca se sintieron diferentes fue que cada vez que las necesidades de supervivencia política lo exigieron los dirigentes de los partidos se dieron la mano y se repartieron pacíficamente las 'ventajas del poder'. Ambas fuerzas eran conservadoras, ambas eran tradicionales e históricas en Corrientes y ambas representaban un espíritu eminentemente federalista.
Desde hacía algunos años ya había mayor comprensión entre ambos. En ese sentido, los encuentros patrocinados por Mitre en 1893 constituyen todo un antecedente. El primer acuerdo se celebró en 1908, entre autonomistas y liberales "martinistas". En virtud de ello, Vidal fue elegido diputado nacional. El segundo, el más importante, fue el celebrado entre el autonomismo y los liberales históricos "antimartinistas", en 1909. Gracias a este acuerdo, fue elegido Juan Ramón Vidal gobernador de Corrientes por segunda vez, si bien el acceso de una administración autonomista significaba el cierre del segundo ciclo liberal: desde entonces, la armonía marcó las relaciones entre ambos partidos. Ya no habría más revoluciones ni guerras civiles, y en varias oportunidades se comprometieron a gobernar juntos. También se cerraban los ciclos alternativos de gobiernos autonomistas y liberales. Los dirigentes de la vieja generación fueron desapareciendo para dar lugar a nuevos políticos. Dos gobiernos de coalición autonomista- liberal suceden a Vidal.

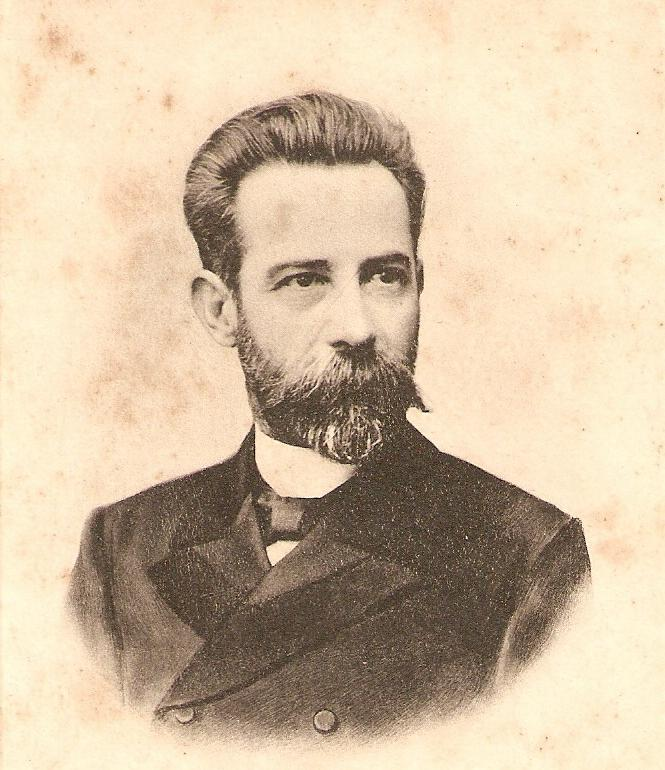
Manuel Florencio Mantilla.

En 1917, el oficialismo debe enfrentar a un adversario que amenaza acabar con el predominio conservador: la Unión Cívica Radical que, con Hipólito Yrigoyen como presidente, ya regía los destinos de la Nación. Para garantizar comicios limpios, Yrigoyen intervino la provincia en nombre de la "regeneración", desplazando al gobernador Mariano I. Loza. Autonomismo y liberalismo pensaban ir separados a los comicios, con lo cual el radicalismo habría tenido el gobierno provincial asegurado, pero Vidal volvió a concertar un acuerdo entre ambos partidos, el cual concedía el cargo de gobernador a un liberal, Adolfo Contte.
La coalición autonomista-liberal se impuso al fin. A lo largo de la etapa radical que terminó en 1930 la alianza entre ambos partidos provinciales, auspiciada y sostenida por Vidal, fue invencible. Los radicales no pudieron triunfar una sola vez en Corrientes. Vidal era el típico caudillo oligárquico. Venerado por los humildes, había hecho en estos sectores una verdadera clientela política. Sus hábitos eran los propios del antiguo régimen conservador liberal: el acuerdo de notables" y la división de los adversarios políticos. Tal vez por ello jamás pudo lograr un entendimiento con los radicales: ambos hablaban un idioma político francamente opuesto. Por otra parte, los radicales representaban a los nuevos sectores medios; los autonomistas y liberales a la oligarquía local elitista, aunque en el caso autonomista -como bien lo pone de manifiesto la figura de Vidal- con ribetes populistas. Los radicales eran el principismo político, expresado en el lema "se rompe, pero no se dobla", o en la "intransigencia". Liberales y autonomistas, por el contrario, representaban el pragmatismo conservador, expresado en la política de los acuerdos.
En 1925, volvió a triunfar el oficialismo, con la fórmula Benjamín González (autonomista)-Erasmo Martínez (liberal). Pero el radicalismo gobernante se mostró cada vez menos dispuesto a tolerar una situación política provincial que se le escapaba de las manos. En el Senado se acusé al gobierno correntino de permitir el bandolerismo. La moción provocó polémicas y discusiones, más considerando que el propio Juan Ramón Vidal era senador nacional. No obstante, la intervención se postergó, pero en 1928 cuando Hipólito Yrigoyen volvió al gobierno, decretó una nueva serie de "reparaciones provinciales" que incluían a Corrientes.
Destituidas las autoridades provinciales, se hizo cargo del gobierno Gilberto Míguez, un radical de la provincia de Buenos Aires. Muchos pensaron que los aliados autonomistas y liberales no iban a tolerar el avasallamiento de sus autoridades terminando la intervención radical en una nueva guerra civil. Pero los tiempos habían cambiado y todo se redujo a una retórica protesta del senador Vidal contra el presidente, Yrigoyen en el Senado. El desplazamiento conservador, no obstante, duró escasamente un año y medio. El 6 de setiembre de 1930 una revolución militar puso término al gobierno nacional de Hipólito Yrigoyen. Corrientes fue en principio intervenida por los militares. Luego, se designó a un interventor civil. Pero cuando se constituyeron nuevas autoridades titulares el poder volvió a las fuerzas provinciales tradicionales.

### Los años 30
Mayoría en la provincia, los dos partidos siguieron siendo los dueños de la política correntina durante la década del 30. Sin embargo, la intervención radical de 1927 los volvió a separar. Y si bien el odio de otrora jamás volvería a enfrentarlos, la falta de ese adversario común, el radicalismo, debilitó las intensas relaciones de los años 20.

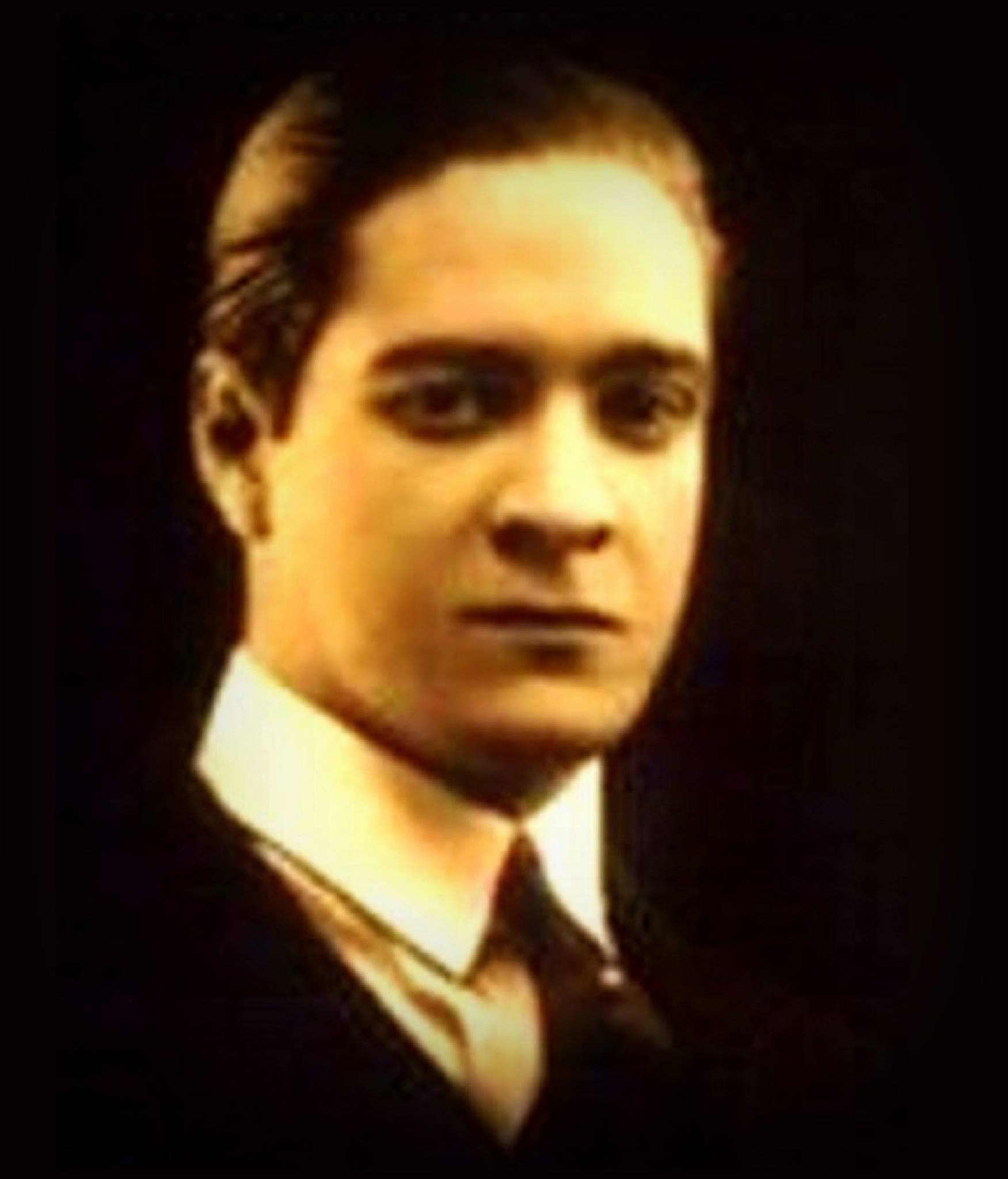
Raimundo Meabe Fernández.

El Partido Liberal volvió a asumir su identidad separado del autonomismo. Mientras los autonomistas adhirieron a la "Concordancia", (una alianza entre conservadores, radicales antipersonalistas y socialistas independientes) los liberales se mantuvieron separados. El Partido Autonomista se integró también al Partido Demócrata Nacional, última versión Orgánica del conservadorismo en todo el país. Pero los liberales prefirieron su independencia. Los cinco diputados nacionales que obtuvieron entre 1932 y 1938 tuvieron pues un papel decisivo, ya fuera en favor o en contra del presidente Agustín P. Justo.
En el plano provincial, el autonomismo prevaleció durante toda la década. Los liberales dieron su apoyo moderado a los sucesivos gobiernos "colorados", pero sin dejar de formular severas críticas y de marcar distancias, de manera de no comprometerse demasiado con la gestión oficial. El caudillo autonomista Vidal siguió como gobernante durante todos esos años. Su autoridad adquirió características nepotistas cuando su sobrino fue nombrado gobernador. Mientras tanto, él seguía ocupando su banca como senador nacional. Vidal falleció en Buenos Aires el 4 de setiembre de 1940. El radicalismo yrigoyenista, proscripto por ley o de hecho, volvió a adoptar su viejo estilo revolucionario, al tiempo que ganaba más adeptos. El conservadorismo, tanto en Corrientes como en la mayoría de las provincias seguía gobernando.
La revolución del 4 de junio de 1943 clausuraba la década de la restauración conservadora y abría paso a un nuevo ciclo histórico en el cual tanto los autonomistas como los liberales ya no serían los principales protagonistas de la política de Corrientes. Pasarían muchos años, casi dos décadas, antes que pudieran volver al gobierno provincial. Sin embargo, a pesar de las adversidades políticas, su presencia se mantuvo incólume a lo largo de los años.

### La abstención liberal
La revolución del 43 marcó el camino de un nuevo movimiento nacional que captó la adhesión de las grandes masas populares. Corrientes no escapó -como lo hizo cuando irrumpió el radicalismo- a este proceso. Entre 1945 y 1955 el peronismo dominó la política provincial. A pesar de la aparición de un nuevo adversario común, autonomistas y liberales siguieron manteniéndose distantes como en los años 30. En 1946 apoyaron a la Unión Democrática, vasta coalición antiperonista que fue derrotada electoralmente por el flamante movimiento nacional.

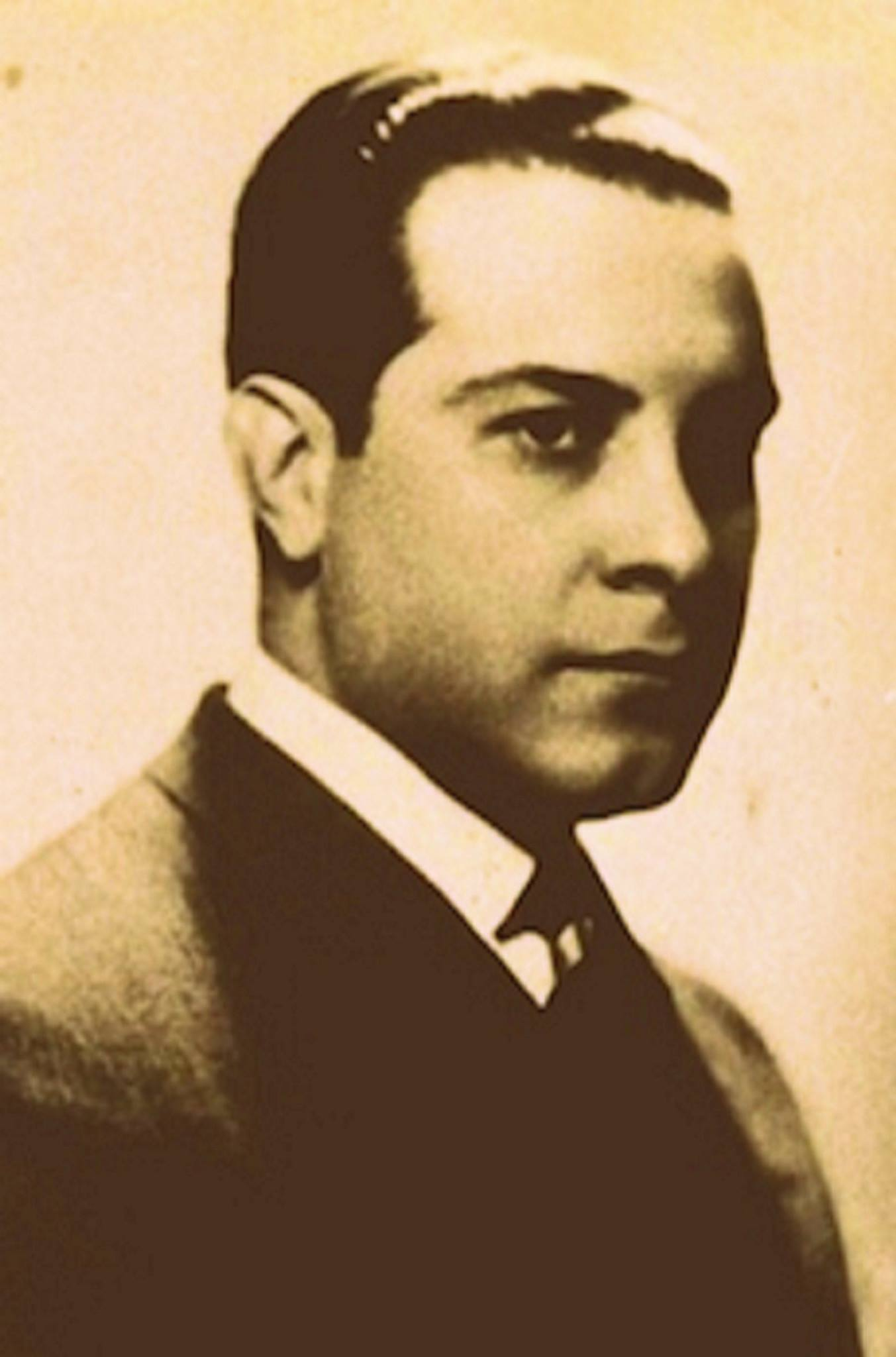
Ernesto Meabe.

Durante los comicios de 1946, la fórmula del Partido Liberal, Ernesto Meabe-Daniel Speroni, no alcanzaba a poner en el colegio electoral los electores necesarios para imponer su fórmula de gobernador y vice. Autonomismo y liberalismo otorgaron sus votos al candidato de la Unión Cívica Radical, Blas Benjamín de la Vega, quien sólo así pudo imponerse sobre los candidatos peronistas siendo la única excepción en todo el país. El Partido Liberal y el Partido Autonomista lograron colocar dos senadores nacionales en el Congreso: Luis Bobbio y Mariano Gómez respectivamente. A poco de asumir el gobierno nacional decretó la intervención de la provincia, cuyo ejecutor fue el general Filomeno Velazco. La intervención del general Velazco fue moderada y propició la conciliación. Ello motivó que algunos liberales colaboraran con el gobierno y hasta se alinearan en las filas políticas del oficialismo, abdicando de su anterior identidad. Desde la intervención de Velazco, el Partido Liberal se abstuvo de participar en los comicios sucesivos, triunfando en todos los casos el justicialismo.[cita requerida]

### Los cambios partidarios de 1956
Cuando el peronismo fue derrocado en 1955, el Partido Liberal procedió a reorganizarse rápidamente. Pese a las escisiones sufridas en la época de Perón, sus cuadros dirigentes estaban intactos.
Un nuevo líder de formidable iniciativa se propuso reconstruir la integridad del partido, reconciliándose con los que habían adherido al régimen depuesto.[cita requerida] La acción política de Mariano Gómez fue muy hábil y requirió de un proceder político nutrido de sensibilidad. En primer lugar, no se lanzaron agravios contra el peronismo, dato curioso en aquella época de furioso antiperonismo, y más aún considerando que había sido su principal adversario entre 1945 y 1955. Gómez logró su cometido, y en las elecciones de convencionales constituyentes de 1957 el Partido Liberal obtuvo dos bancas, que fueron ocupadas por Ernesto Meabe y el mismo Mariano Gómez.
En el orden nacional, el Partido Demócrata, frente al cual el Partido Liberal de Corrientes mantuvo siempre su independencia a pesar de sus similitudes ideológicas, terminó por dividirse. Un sector pretendía seguir manteniendo una actitud intransigente hacia el peronismo y constituyó en la Convención Constituyente el llamado "Bloque de Centro". Otro entendía que el peronismo era una realidad histórica que había que respetar y reconocer políticamente y, liderado por el dirigente bonaerense Vicente Solano Lima, se escindió del tronco demócrata fundando el Partido Demócrata Conservador Popular.
Esta división distanció en alguna medida a autonomistas y liberales. Los primeros adhirieron al Bloque de Centro, pero los autonomistas volcaron su apoyo al conservadorismo popular. La situación electoral del Partido Liberal había mejorado considerablemente hacia 1958, como se puso de manifiesto en los comicios de ese año. Las diferencias pendientes con el autonomismo imposibilitaron una alianza que les hubiera valido el triunfo en la provincia. El Partido Autonomista apoyó a la fórmula de la Unión Cívica Radical Intransigente (UCRI) Piragine Niveiro-Gómez, que finalmente obtuvo la victoria.

### El Pacto Autonomista-Liberal
La oposición del autonomismo al gobierno provincial desarrollista, a la muerte de su Principal caudillo, Ellas Abad y su reemplazo por un dirigente más amigo de los liberales, Salvador Di Tomasso, fueron acercándolos nuevamente. Ambos estaban de acuerdo en la necesidad de reformar la Constitución Provincial y convocaron a una convención en 1960. Esta feliz coincidencia señaló definitivamente la alianza entre las dos fuerzas históricas de Corrientes. El 14 de junio de 1961 se firmó un acuerdo que desde entonces se conoce como "Pacto Autonomista-Liberal".
En los comicios provinciales de 1962, el caudal electoral de ambas fuerzas coaligadas resultó invencible, triunfando la fórmula Ernesto Meabe-Salvador Di Tomasso. Estos comicios, no obstante, fueron anulados. Un año después, el pacto, Autonomista-Liberal presentó en las elecciones provinciales al binomio Diego Nicolás Díaz Colodrero-Salvador Di Tomasso que triunfó holgadamente.
La situación financiera de Corrientes mejoró por el aumento de las recaudaciones sin aumentar los tributos. Las actividades ganaderas y agroindustriales recibieron un apoyo sostenido que se tradujo en un aumento de la producción. Se creó el Instituto Provincial del Tabaco, un mercado regulador al servicio de la producción tabacalera regional. Fue además prolífero en obras públicas: se desarrolló el sistema caminero, que en Corrientes había sido relegado por los sucesivos gobiernos; se pavimentaron ciudades, modificando sustancialmente el aspecto de retraso que presentaban sus calles de tierra; se edificaron viviendas populares de acuerdo con lo previsto en un plan racional y se construyeron varios aeropuertos, como los de Curuzú Cuatiá, Mercedes, Paso de los Libres y Goya. La provincia pudo integrarse más al resto del país.

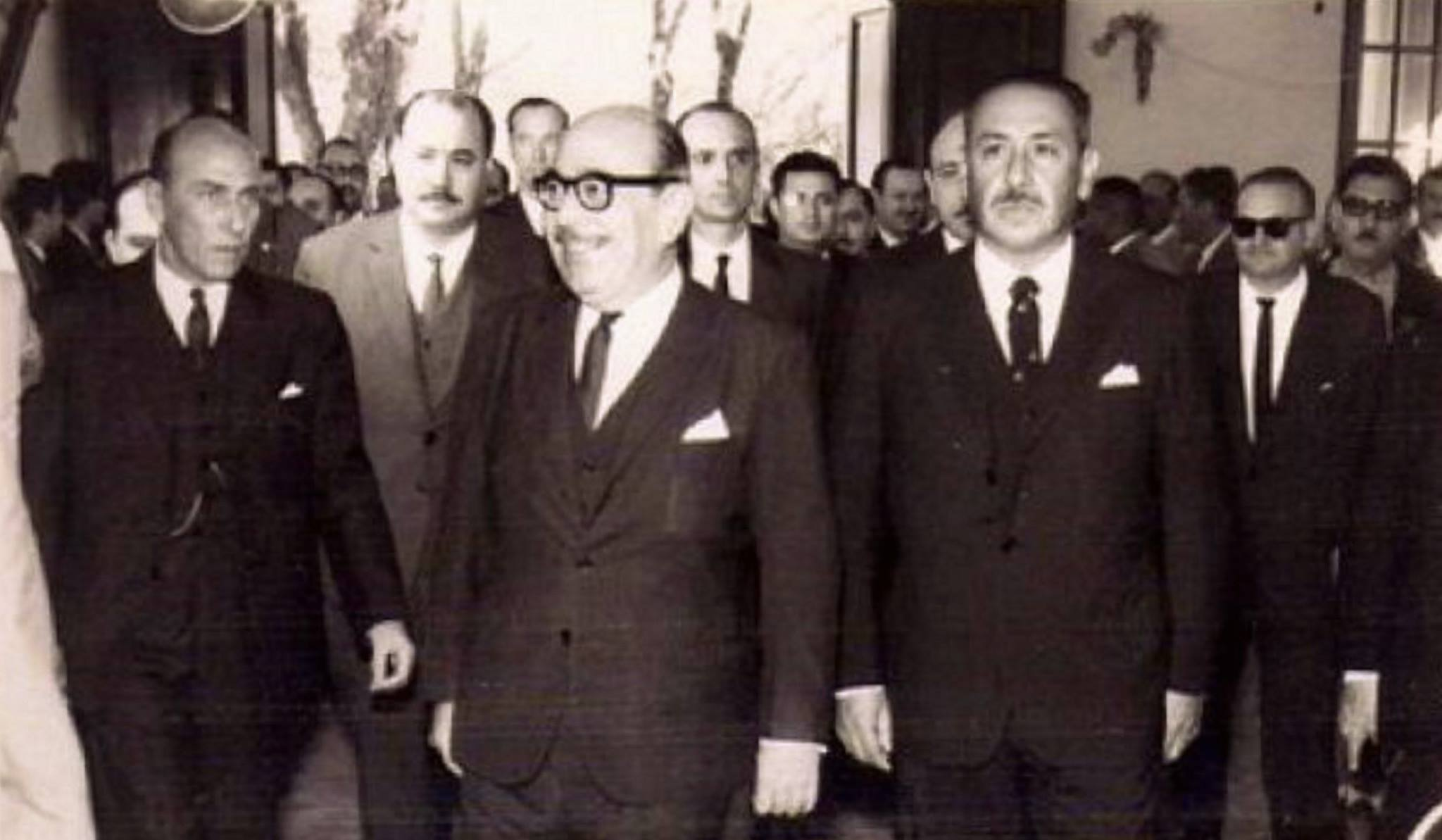
Diego Nicolás Díaz Colodrero

En el orden nacional, el Partido Liberal cumplió un importante papel en la Federación Nacional de Partidos de Centro, sucesora del Partido Demócrata. Dirigentes conspicuos de sus filas ocuparon cargos directivos, como Juan Ramón Aguirre Lanari, quien se desempeñó como vicepresidente de la agrupación; y Juan Balestra, junto con Raúl Requena, se desempeñaron como diputados nacionales.
El golpe de Estado de 1966 terminó abruptamente con el gobierno constitucional correntino. Cuando el presidente Lanusse autorizó las actividades políticas, el Pacto Autonomista Liberal volvió a organizarse. Sin embargo, en 1973, un sector del Partido Autonomista, encabezado por José Antonio Romero Feris, no participó de la alianza, sin por ello separarse del partido. A pesar de esta desinteligencia en el seno del autonomismo, el pacto llegó unido a las elecciones de 1973 postulando al binomio Justo Díaz Colodrero-Ricardo Guillermo Leconte, quienes perdieron por escaso margen de votos frente a los candidatos del FREJULI. No obstante, obtuvo el mismo número de bancas en la Cámara de Diputados de la Nación que la alianza triunfadora, que fueron ocupadas por Tomás Ameghino Arbo (liberal), Ricardo Ramón Balestra (liberal) y Juan Pedro Llano (autonomista). También logró colocar a un senador nacional, Omar Alcides Mancini (autonomista).
Entre 1973 y 1976, el Pacto que obtuvo varias diputaciones en la Legislatura provincial, desarrolló una importante labor de oposición constructiva a la acción de gobierno de Julio Romero. En el orden nacional, los puntos de vista en común con otras fuerzas provinciales del país condujeron a ambos partidos a incorporarse a la Fuerza Federalista Popular, cuyo segundo presidente, Díaz Colodrero, perteneció a las filas liberales. El papel del Partido Liberal en la FUFEPO fue desde entonces protagónico. José Antonio Romero Feris f ue embajador en Costa Rica durante la dictadura de Jorge Rafael Videla.

En 1982, finalizada la guerra de las Malvinas, uno de los más destacados dirigentes del Partido Liberal, Juan Ramón Aguirre Lanari, cuando Argentina debía soportar las consecuencias de la Guerra de Malvinas, siendo Aguirre Lanari el gran reconstructor de la diplomacia argentina evitando los bloqueos económicos, aislamiento internacional, embargos y perjuicios de posguerra, exponiendo su calidad y temple en el área diplomática.
Especializado en Derecho Constitucional, Aguirre Lanari preside la Comisión de Homenaje a Bartolomé Mitre en el centenario de su fallecimiento.

### El retorno a la Democracia y actualidad
El 30 de octubre de 1983 se producen elecciones generales en todo el país, en Corrientes triunfa el Pacto Autonomista Liberal con la fórmula José Antonio Romero Feris – José María García Enciso.
El 3 de julio de 1983 es electo para presidir el Partido Liberal el Dr. Ricardo Guillermo Leconte. El 30 de junio de 1985 se enfrentan en elecciones internas las listas Movimiento de Unidad y Cambio (MUYCA) del CPN Mariano Cadenas, obteniendo 7993 votos, y Afirmación Liberal que obtiene 14 250 votos, conducida por el Dr. Ricardo Leconte, quien en 1987 es electo Gobernador de la Provincia con mandato hasta el 10 de diciembre de 1991.
El 18 de abril de 1993 se realizan elecciones internas de la que resulta triunfador la lista Reencuentro Liberal del Dr. Nicolás Alfredo Garay, que obtiene 18 784 votos contra 14 782 de la Lista Apertura y Participación del Dr. Ricardo Leconte.

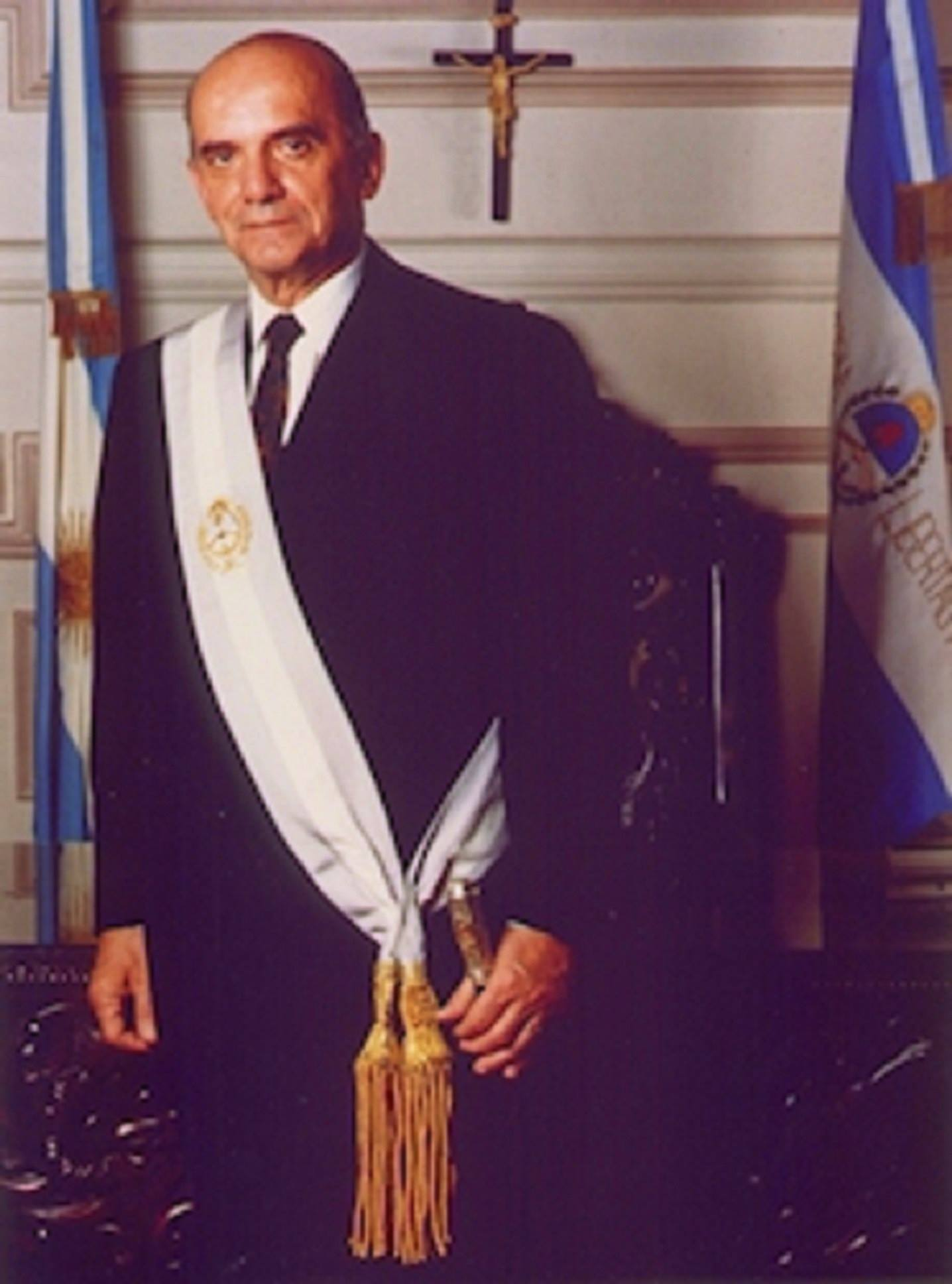
Ricardo Guillermo Leconte

El 10 de mayo de 1998 se realizan elecciones internas de renovación de autoridades, la lista federal encabezada por Carlos Sebastián Flores Durán obtiene 13 222 votos, y la lista Federalismo y Participación Liberal encabezada por José Enrique García Enciso obtiene 12 084 votos, el 18 de setiembre del mismo año fallece Carlos Flores Durán, haciéndose cargo de la presidencia del Partido la vicepresidenta primera, Josefina Angélica Meabe de Mathó Garat, renunciando en marzo de 1999 por lo que asume la presidencia el vicepresidente segundo Gustavo Alejandro Álvarez.
El 28 de noviembre de 1999 se aprueba por mayoría de votos el sistema de elección directa para las candidaturas de gobernador y vice, senadores y diputados nacionales, senadores y diputados provinciales, intendentes y viceintendentes y concejales. Las elecciones se realizan el 12 de agosto triunfando la lista Unidad encabezada por Lázaro Chiappe por 14 954 y la lista Convocatoria Liberal 9928 encabezada por Ana María Pando.
El 26 de mayo de 2002 se realizan elecciones internas para renovación total de autoridades partidarias, triunfando la Línea Auténtica Liberal que postulaba para Presidente del Comité Ejecutivo al Doctor Lázaro Alberto Chiappe por 20 136 a 13 093 de la Lista Reencuentro y Convocatoria encabezada por Alejandro Sitjá y Balbastro.
El 15 de agosto de 2002 dos ministros propuestos por el Partido Liberal firman un decreto de necesidad y urgencia prorrogando la vigencia de los bonos CECACOR serie C, ante ese hecho que contraria la declaración de principios y plataforma del Partido, en una reunión del Comité Ejecutivo realizada el 26 de agosto se les solicita la renuncia a sus cargos por 28 votos a 25. A través de los medios de difusión pagadas por el estado provincial se difundieron cintas ilegalmente gravadas y manipuladas, de las que se hicieron eco varios dirigentes partidarios por lo que el Doctor Lázaro Alberto Chiappe el día 7 de setiembre en la localidad de Empedrado sostuvo “...quedamos los liberales totalmente marginados de la esfera de las decisiones de gobierno, no fuimos consultado para nada, para el trazado ni de las políticas de estado, ni de las políticas de gobierno, ni de las estrategias de gobierno, quedamos totalmente ausentes y marginados orgánicamente el Partido Liberal, a raíz de eso entramos a reclamar... no estamos en el gobierno porque no tenemos las posiciones que tienen los radicales que exceden largamente las que tenemos nosotros, sino que no estamos en el gobierno porque somos convidados de piedra de todas las decisiones que toma el gobernador, por eso yo en algunas oportunidades dije que esto más que una alianza es un unicato, el unicato del Dr. Colombi, y reclamé con fuerza, con insistencia, con convicción, como actúo siempre en la vida, de frente, cumpliendo lo que prometí,  y cumpliendo lo que me votó la maza de afiliados liberales, y bueno, por supuesto ahora esta a la vista como son las cosas, esto que he hecho con toda convicción y en defensa del Partido Liberal no le gusta al gobernador, le molesta tremendamente y considera una afrenta, y hasta sale un comunicado del comité central del partido radical, de que con un presidente como Lázaro Chiappe, va a ser imposible que pueda continuar esta alianza”. Respecto a las escuchas telefónicas dijo que “Afortunadamente, yo tengo muchas pruebas que nadie va a poder contradecir de que esto es absolutamente falso, en lo que hace al fregoteo o a la desestabilización del gobierno, NIEGO CATEGORICAMENTE y se prueba que yo he estado haciendo todo lo contrario con todo lo actuado, no solo desde mi presidencia de hace tres meses sino antes de ser presidente, he estado empujando permanentemente y predicando y procurando que se abran las puertas de la casa de gobierno para que ingresen también los liberales a participar de ese gobierno que contribuimos a formar, está totalmente comprobado los esfuerzos que el que habla junto con otros dirigentes del partido estuvimos desplegando para tratar de formar parte de este gobierno que se nos niega, desgraciadamente, con picardía política por el gobernador, porque yo puedo afirmar categóricamente que lo que hace el gobernador, es aquí y en la China una picardía política porque el que se apodera de lo ajeno comete una picardía y el gobernador de la provincia, se apodera de los intereses liberales y no nos reconoce nuestros derechos y los ejercita él por su cuenta, y eso es una picardía política, no obstante todo eso hemos estado procurando, introducirnos al gobierno, no irnos del gobierno, JAMAS propuse irnos del gobierno, siempre procuré que el partido liberal pudiera entrar al gobierno, pero entrar en serio, no en chiste como eso de tener 17 o 18 funcionarios, eso es un chiste, esto es para engañabobos, decir que estamos en el gobierno en estas condiciones, cuando no se nos consulta... he conversado con los amigos, y no obstante, que he tenido un triunfo contundente en las urnas, que me hubieran permitido gobernar este partido y defender los intereses de los liberales con hidalguía con valor y con fuerza porque me sobran fuerzas para hacerlo, me encuentro hoy trabado, porque la dirigencia del partido no está a tono con las bases del partido, porque me encuentro con que en la dirigencia del partido se han hecho algunos entendimientos que pasan por la conveniencia de que el presidente del partido de un paso al costado para que le guste más la cosa al gobernador o al partido radical y el Partido Liberal pueda seguir siendo un apéndice del gobernador Colombi, porque esa flexibilidad es la que le gusta al gobernador, porque entonces él se queda con todo lo nuestro, y bueno, si esa , si esa es la decisión de la dirigencia que forma parte del partido, yo no voy a ser obstáculo... no me voy a quedar en la presidencia del partido en minoría por la defección de algunos amigos de la línea que entienden que tiene razón los que dicen que hay que flexibilizar, no les interesa el mensaje de las urnas, no les interesa que en las urnas se debatió y se mandó este mensaje tan claro de que había que posicionar fuertemente al partido en sus reclamos y ese mensaje de las urnas es desoído por la dirigencia que actualmente conforma el Comité Ejecutivo y entonces este Comité Ejecutivo por una mayoría que en este momento existe y que me supera en dos o tres votos, decide seguir flexibilizando, para que le guste y se entienda con el gobernador. Entonces mis queridos amigos, yo les digo que si yo me atoruno en la presidencia y sigo esta lucha, sería muy dañina para el partido, yo no quiero que tengamos un partido dividido, yo voy a facilitar, voy a dar el paso al costado, voy a dejar la responsabilidad de la flexibilización en otras manos, yo no voy a flexibilizar, como no flexibilicé con Tato, no voy a flexibilizar con Colombi... Entonces me voy, me voy de la presidencia, ya volveré, ya volveré sin necesidad de hacer alianzas internas, les prometo que volveré y voy a volver con más fuerza de la que traje porque realmente la que traje no fue suficiente, está demostrado con esta renuncia... Señores, que la nueva conducción que Ustedes determinen, no sé en que manos va a quedar, sea exitosa, ojalá que cambie algo, ojalá que mejoren los tiempos para el Partido Liberal y como digo ya volveré, ya volveré”. Estaban presentes 56 miembros del Comité Ejecutivo del Partido, 28 se retiraron de la reunión y 28 se quedaron y aceptaron la renuncia del Doctor Chiappe a la presidencia del partido por lo que el vicepresidente primero Doctor Ricardo Guillermo Leconte se hizo cargo de la presidencia, en la misma reunión en su alocución dijo “desde ya les ofrezco para la próxima reunión traer yo mi renuncia, para que no haya excepciones en la reorganización del Partido”. En la misma reunión se solicitó al Doctor Chiappe, por unanimidad de los presentes, que no presente su renuncia a la banca de Senador Nacional.
Se hizo cargo de la presidencia el Dr. Ricardo Guillermo Leconte hasta el 1 de junio de 2005, sucediéndole el 
Sr. Alejandro Sitjá y Balbastro hasta el 1 de junio de 2009, asumiendo en dicha jornada la señora Josefina Angélica Meabe de Mathó Garat cuyo mandato debía expirar el 1 de junio de 2011. En marzo del mismo año la Honorable Convención General del Partido por unanimidad resolvió prorrogar los mandatos por dos años, tal lo autoriza la Carta Orgánica partidaria, por lo que antes del 1.º de junio de 2013 deberá renovarse la totalidad de las autoridades partidarias. A fines de 2008 la Justicia Federal resuelve intervenir el Partido y designa como Interventor al Diputado Provincial Don Miguel Roberto Pérez que asume el 1.º de junio hasta el 23 de septiembre de 2013, en que es reemplazado por Don Marco Ignacio Alonso Meabe, que en forma inmediata convoca a elecciones para el 27 de abril de 2014, en la misma participan tres listas provinciales: Por Siempre Liberales Lista 10 encabezada por Neli Maciel (7292 votos), Convicción Liberal Lista 11 encabezada por Julián Miranda Gallino (7482 votos) y Recuperación Liberal Lista 12 encabezada por el Dr. Eduardo Hardoy (4217 votos), resultando electo el Señor Julián Miranda Gallino quien asume la presidencia el 1.º de junio de 2014. El 14 de mayo de 2016 se reúne la Honorable Convención General del Partido y decide prorrogar el mandato de todas las autoridades partidarias hasta el 1.º de junio de 2018.
Para las elecciones presidenciales de 1989 integró la conservadora Alianza de Centro, junto a la UCeDé y el Partido Demócrata Progresista, llevando como candidatos a Álvaro Alsogaray y Alberto Natale, mientras que para los comicios de 2003, apoyó la lista encabezada por el economista Ricardo López Murphy.

## Ideología política
El Partido Liberal de Corrientes es el último de los partidos del siglo XIX que todavía existen y sostienen su institucionalidad de forma ininterrumpida, por ello mantiene su carácter principista y conservador. Nunca tuvo doctrina política escrita en forma dogmática, pero si es reconocido por sus principios como el respeto y la defensa de la Libertad, la Vida, la Propiedad y el Sufragio Libre, siendo el primer partido sufragista que con Manuel Florencio Mantilla se opuso al Unicato. Ideológicamente se podría catalogar de "Liberal conservador laico" para diferenciarlo de los partidos democratacristianos y de centro que encarnan a la derecha en occidente.
En el terreno económico su doctrina es el liberalismo económico; la rama o vertiente económica del liberalismo, defensora del libre mercado y enemiga de la intervención del Estado.
Existen diferentes vertientes dentro del Partido Liberal, los liberales conservadores son el ala más radical del partido; son los más derechistas y por lo tanto los más duros críticos. En la mayoría de temas adoptan posiciones absolutas, especialmente en los temas sociales o de moral. Enemigos acérrimos del Populismo y del Gobierno Grande, quieren reducir drásticamente el tamaño del Estado; lo que se traduce especialmente en reducciones del gasto público. Por su parte los liberales moderados pretenden estar entre liberales y conservadores representando el Centro político del partido; pueden actuar como liberales en algunos temas, y como conservadores en otros.
Los liberales sociales son los más centroizquierdistas, expresados en su momento en Reymundo Meabe hacia la década de 1930, son los más estatistas en materia económica y los más liberales en temas sociales. Desean un gasto público social, impuestos elevados sobre las ganancias de las empresas principalmente de las rentas más elevadas; y una intervención del Estado en la economía con regulaciones, ponen énfasis especial en su apoyo a los derechos de libertad de opinión, libertad de religión, libertad de prensa, a la asistencia médica, a un salario justo, a la Seguridad Social, entre otras ideas.

## Intendentes

### Actuales
| Intendente              | Inicio    | Final      | Ciudad y provincia                       |
| ----------------------- | --------- | ---------- | ---------------------------------------- |
| Graciela González       | 9/12/2021 | 10/12/2025 | San Antonio de Itatí - Corrientes        |
| Lucio Fernández         | 9/12/2021 | 10/12/2025 | Concepción - Corrientes                  |
| Elvio Sanabria          | 9/12/2021 | 10/12/2025 | Colonia Carolina - Corrientes            |
| Franciso Romero         | 9/12/2021 | 10/12/2025 | Itatí - Corrientes                       |
| Gerardo Roque Pérez     | 9/12/2021 | 10/12/2025 | Gobernador Juan E. Martínez - Corrientes |
| Giovanna Morales Maciel | 9/12/2021 | 10/12/2025 | San Cosme - Corrientes                   |

## Símbolos partidarios
El Partido Liberal de Corrientes establece en su carta orgánica de 1907, como símbolos del partido y para identificarse, la frase Ayererecó Cuahá Catú (Ayerecó Cuajá Catú), el color celeste, su logo es La Banderita Celeste, el atuendo partidario es el Pañuelo Celeste y su Himno en versión de Chamamé es Mi Pañuelo Liberal. También como música del Partido, esta la Polca 18 de octubre que conmemora el Alzamiento del 18 de octubre de 1891 en el Paraguay, y que por un principio de solidaridad fraterna, representa el acuerdo ideológico común en la región.

## Publicaciones
Los periódicos constituyeron uno de los principales factores que mantuvieron activa la vida política provincial hasta finales de la década de 1970. 
Cada partido, incluso las facciones, contaba con su órgano de prensa. Este tema era una preocupación constante en las Convenciones partidarias, pues estas publicaciones eran costeadas en gran parte, por los afiliados.
Tenían un carácter netamente faccioso y las noticias que publicaban eran casi exclusivamente de política partidaria (la conformación de comités, la organización de reuniones, la elección de autoridades y candidatos, etc.) siempre con una nota editorial que reflejaba el pensamiento del partido frente a diferentes temas de la actualidad política .
El Liberal, fundado a finales de 1860, también representó los intereses del partido autonomista desde 1916, y a
este se sumó posteriormente La Mañana.
Los periódicos liberales fueron La Libertad (liberal mantillista), La Constitución (1916- 1920), El Orden, El Liberal (antes de 1916 representaba exclusivamente al PL, después sería abierto), El Día (que comenzó a publicarse en 1921 como “Órgano independiente, noticioso y de intereses generales”) luego empezaría a representar abiertamente el pensamiento del partido liberal, especialmente del sector rupturista y desde 1927 y a partir de la década del 30´.